# Projet de réformes en Arménie ottomane
Vous lisez un « article de qualité » labellisé en 2021.
Ne doit pas être confondu avec Projet de réformes en Arménie ottomane (1895).
- Les six vilayets, foyer de peuplement principal des Arméniens ottomans.
- Province regroupant les vilayets de Trébizonde, Erzurum et Sivas, avec pour chef-lieu Erzurum, sous la supervision de Louis Constant Westenenk.
- Province regroupant les vilayets de Van, Bitlis, Diyarbekir et Harpout, avec pour chef-lieu Van, sous la supervision de Nicolai Hoff.
- Foyers de peuplement arménien de Cilicie (vilayet d'Adana) et du vilayet d'Alep non pris en compte par le projet.
- Frontières d'une province unique proposée en 1913.

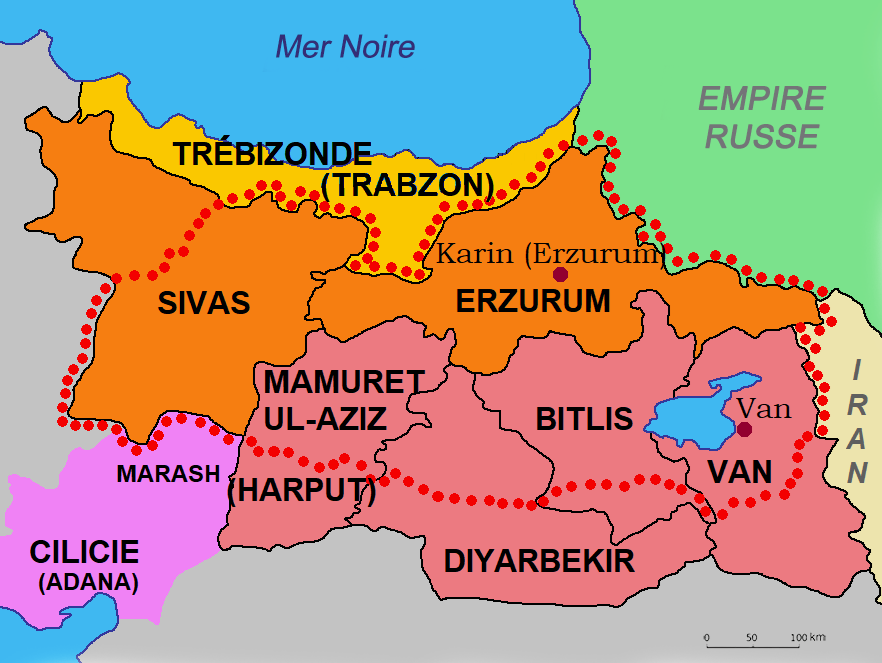

Le projet de réformes en Arménie ottomane, aussi appelé accord de Yeniköy, est un plan de réformes négocié entre octobre 1912 et février 1914 par les grandes puissances en faveur des Arméniens ottomans et plus précisément en faveur de leur foyer de peuplement que sont les six vilayets (ou Arménie occidentale), à l'est de l'Empire ottoman. Après des décennies de persécutions qui atteignent leur apogée lors des massacres hamidiens (1894-1896) puis des massacres d'Adana (1909), les Arméniens ottomans, alors en plein éveil national, sont de plus en plus nombreux à demander des réformes au cours du XIXe siècle et au début du XXe siècle, appuyant notamment leurs revendications sur l'article 61 du Traité de Berlin (1878) par lequel l'État ottoman s'était engagé à en mettre en œuvre dans ses provinces orientales sans toutefois avoir tenu cette promesse.
Pendant un an et demi, l'Empire russe, le Royaume-Uni, l'Empire allemand, la France, l'Empire austro-hongrois et l'Empire ottoman, mais aussi les instances dirigeantes des Arméniens ottomans eux-mêmes, négocient un plan de réformes destiné à mettre fin aux exactions subies par les Arméniens ainsi qu'à assurer une certaine autonomie aux provinces arméniennes et ce sous surveillance européenne. Ce plan de réformes, signé le 8 février 1914 par le gouvernement ottoman, prévoit ainsi la création de deux provinces en Arménie ottomane, chacune administrée par un inspecteur général européen chargé de gérer les questions relatives aux Arméniens. Dernier épisode de la question arménienne avant l'anéantissement quasi-total de cette minorité lors du génocide de 1915, le projet est abrogé le 16 décembre 1914, quelques mois après l'entrée de l'Empire ottoman dans la Première Guerre mondiale, sans jamais avoir été mis en place.

## Contexte

### De la guerre russo-turque jusqu'au Traité de Berlin (1878): premières promesses de réformes en Arménie ottomane
Si la diplomatie européenne s'occupe pour la première fois des Arméniens lors de la révolte de Zeïtoun de 1862, qui voit notamment l'intervention personnelle de Napoléon III,, c'est surtout à l'issue de la guerre russo-turque de 1877-1878 que la question arménienne émerge véritablement. Le conflit voit l'avancée russe dans les Balkans et en Arménie ottomane, l'armée impériale s'emparant notamment de Bayazet et de Kars. Le patriarche arménien de Constantinople Nersès Varjapétian et l'Assemblée nationale arménienne envoient alors le primat arménien d'Andrinople auprès du Grand-duc Nicolas pour que soient incluses dans le futur traité de paix des clauses garantissant une autonomie des provinces arméniennes, alors soumises au banditisme de bandes kurdes et circassiennes. Le patriarcat se rapproche aussi de Nikolaï Pavlovitch Ignatiev, alors ambassadeur de Russie à Constantinople. Les Arméniens obtiennent des négociateurs russes l'article 16 du Traité de San Stefano (3 mars 1878), qui prévoit des réformes immédiates pour les Arméniens ottomans et dont voici le texte,,, :

« Article 16 : Comme l'évacuation par les troupes russes, des territoires qu'elles occupent en Arménie et qui doivent être restitués à la Turquie, pourrait y donner lieu à des conflits et à des complications préjudiciables aux bonnes relations des deux pays, la Sublime Porte s'engage à réaliser sans plus de retard les améliorations et les réformes exigées par les besoins locaux dans les provinces habitées par les Arméniens et à garantir leur sécurité contre les Kurdes et les Circassiens. »

Ces réformes sont censées être mises en œuvre sous contrôle russe, dont les troupes ont avancé jusqu'à Erzurum au cours du conflit. Cependant, ce traité est bloqué par le Royaume-Uni (en particulier par le Premier ministre Benjamin Disraeli, qui a auparavant envoyé des navires de guerre dans les Dardanelles pour empêcher l'invasion russe de la capitale ottomane) et l'Autriche, qui cherchent à limiter l'impérialisme russe,. Alors que les troupes russes de Mikhaïl Loris-Melikov devaient rester à Erzurum en attendant que les Turcs donnent les garanties suffisantes en faveur de la sécurité de la population chrétienne de l'Empire ottoman, les Russes acceptent de se retirer avant que les réformes aient pu être appliquées.
Le Traité de San Stefano est révisé lors du congrès de Berlin, qui a lieu à l'été 1878,. La tenue de ce congrès ne décourage pas les Arméniens : déçus par la reculade russe, ils se tournent à présent vers les Britanniques. Une délégation arménienne menée par l'archevêque arménien Mkrtich Khrimian se rend au congrès avec l'assentiment de Nersès Varjapétian pour y porter un projet d'autonomie administrative pour l'Arménie inspiré du statut du Liban de 1861,,,. Ce projet prévoit un gouverneur chrétien, en poste à Erzurum, désigné par le gouvernement ottoman, un programme de réformes fiscales judiciaires, policières, etc. dont le déploiement serait contrôlé par une commission internationale, mais aussi des milices mixtes chrétiennes-musulmanes, le suffrage masculin ou encore l'utilisation locale des revenus fiscaux. La délégation de Mkrtich Khrimian n'est toutefois pas admise aux travaux du congrès, ce qui est source d'amertume pour l'archevêque. Du congrès découle le Traité de Berlin (13 juillet 1878), dont l'article 61, consacré aux Arméniens, atténue les promesses de l'article 16 du Traité de San Stefano. En effet, il évoque la nécessité de réformes dans les provinces arméniennes, mais soumet leur application au contrôle des puissances,,,, :

« Article 61 : La Sublime Porte s'engage à réaliser sans plus de retard les améliorations et les réformes qu'exigent les besoins locaux des provinces habitées par les Arméniens et à garantir leur sécurité contre les Circassiens et les Kurdes. Elle donnera connaissance périodiquement des mesures prises à ces effets aux Puissances qui en surveilleront l'application. »

Or, comme le note l'historienne Anahide Ter Minassian, le « concert [des Puissances] est improbable », en particulier à une époque où elles imposent à l'Empire ottoman leur tutelle économique et qu'elles y ont donc des intérêts rivaux ; de même, pour l'historienne Claire Mouradian, leurs intérêts divergents sont un « gage d'inaction ». De plus, comme le note l'historien Jean-Pierre Mahé, cette clause est très évasive : elle ne définit ni les réformes, ni les régions habitées par les Arméniens, ni même un calendrier de mise en œuvre desdites réformes. Il ajoute :

« Ce flou géographique et chronologique laissait tout loisir à la Sublime Porte, délivrée de la pression russe, de modifier la situation sur le terrain, soit en dispersant les populations arméniennes par de nouveaux découpages administratifs, soit en implantant des immigrants musulmans supplémentaires, apportant avec eux conflits et violences. D'autre part, la mention de comptes rendus périodiques aux puissances chargées de surveiller l'application du traité créait une sorte de droit d'ingérence internationale, que la Sublime Porte pouvait difficilement accepter »

Début de la question arménienne, qui est évoquée pour la première fois lors d'une conférence internationale, et qui se retrouve donc « internationalisée », l'article 61 n'est jamais appliqué, mais est source d'espoirs pour les Arméniens, tout en nourrissant la méfiance des autorités ottomanes vis-à-vis de cette minorité, ainsi désignée comme la cause d'une menace permanente pour la souveraineté de l'Empire ottoman. Pour certains Arméniens, notamment Mkrtich Khrimian, c'est moins une source d'espoir que la réalisation que seule la lutte permettra d'obtenir l'autodétermination. Il a en effet pu constater que, dans les Balkans, les principautés de Bulgarie, de Serbie et du Monténégro ont pu se libérer du joug ottoman par les armes lors de la guerre russo-turque puis par la diplomatie lors du congrès de Berlin. Mkrtich Khrimian ne peut alors qu'exhorter ses compatriotes à se saisir eux aussi des armes. En effet, dans un sermon qu'il prononce à son retour à Constantinople devant une assemblée réunie de ses compatriotes, il compare les armes des chrétiens de Balkans à des « louches de fer » puisant dans une « marmite de harissa » (que l'historienne Louise Nalbandian décrit comme une « marmite de la liberté »), tandis que les Arméniens n'ont amené avec eux qu'une pétition, qu'il compare à une « louche de papier » qui ne peut que se désagréger au contact du plat fumant,,.
Après le congrès, la question arménienne est cependant presque immédiatement oubliée par les grandes puissances, alors occupées à étendre leur empire colonial en Afrique et en Asie, et privilégiant la voie de l'impérialisme économique pour étendre leur influence dans l'Empire ottoman. Elles ne sont d'ailleurs pas réellement en faveur de réformes en faveur des Arméniens ottomans :
- l'Allemagne, en retard en tant que puissance coloniale, cherche à pénétrer économiquement l'Empire ottoman et soutient ce dernier dans sa lutte contre l'ingérence européenne en échange d'avantages économiques[25] ;
- l'Autriche-Hongrie cherche à éviter la contagion nationaliste au sein de son propre empire et préfère voir ses rivaux ottomans épuiser leurs forces face aux Arméniens[25] ;
- la Russie elle aussi n'y est pas complètement favorable, son ministre des Affaires étrangères Alexis Lobanov-Rostovski préférant éviter que l'Arménie ottomane ne devienne un pôle d'attraction pour les habitants d'Arménie orientale[25] ;
- le Royaume-Uni est probablement la puissance la plus déterminée, mais préfère finalement ménager la Sublime Porte, ayant notamment obtenu d'elle l'île de Chypre[25],[26], dont elle fait une colonie. En échange, les Britanniques assurent l’État ottoman de son soutien contre l'ingérence russe dans les provinces orientales de l'Empire symboliquement en échange de la promesse de réformes de la part du sultan[26]. Le déploiement de forces navales britanniques pour aider au retrait russe aurait pourtant pu lui permettre d'intervenir directement pour l'application des réformes, mais, comme le rappelle Claire Mouradian, le ministre des Affaires étrangères britannique, Robert Arthur Talbot Gascoyne-Cecil, « déclare, navré, que la flotte britannique ne peut accoster sur le mont Ararat »[25] ;
- la France enfin, est plutôt favorable aux réformes[27]. Cependant, elle détient près de 70% des avoirs ottomans et ne veut pas sacrifier ses intérêts économiques au profit de l'Allemagne ou du Royaume-Uni[27].

Jusqu'en 1881, les grandes puissances se contentent d'envoyer des notes plus ou moins identiques au sultan lui rappelant ses obligations. Puis, leur concert s'effrite : l'Allemagne et l'Autriche le quittent, et la Russie, gouvernée par Alexandre III après l'assassinat de son père la même année, se désintéresse de la question arménienne.

### La question des réformes sous Abdülhamid II

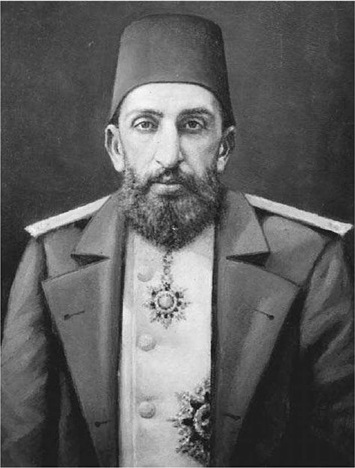
Le sultan Abdülhamid II.

Dans les années 1880 et 1890, les premiers partis politiques arméniens (parti Arménagan, parti social-démocrate Hentchak et Fédération révolutionnaire arménienne) apparaissent ; l'une de leurs revendications est l'application de l'article 61. Ainsi, en 1890, des Hentchakistes forcent le patriarche arménien de Constantinople Khoren Ier Ashekian à délivrer au sultan un manifeste demandant l'application de l'article 61 lors de la manifestation de Koum-Kapou.
La question arménienne, et donc celle des réformes, émerge de nouveau en 1895,. Au début des massacres hamidiens (1894-1896), les nouvelles du massacre et de la résistance des Arméniens de Sassoun (1894) provoquent la réaction des diplomates britanniques, mais aussi français et russes (tandis que l'Allemagne ne réagit pas,). Ils demandent la constitution et l'envoi d'une commission d'enquête sur place, ce que le gouvernement ottoman rejette. En guise de compromis, il finit par accepter l'envoi d'une commission d'enquête ottomane accompagnée d'observateurs européens. Des audiences, lors desquelles des Arméniens témoignent des massacres, ont lieu à Muş au début de l'année. La commission d'enquête conclut que la situation avait été provoquée par des actes séditieux menés par des fédaïs arméniens, verdict que les observateurs européens critiquent dans leur rapport. La crise du Sassoun force les puissances à s'intéresser de nouveau à la question arménienne après quinze ans de passivité. Mais ni l'Allemagne, ni l'Autriche, ni l'Italie ne veulent faire pression sur la Sublime Porte, tandis que la Russie reste réticente face à des réformes qui pourraient menacer la tranquillité du Caucase. En mai 1895, après de longues négociations, les diplomates russes, français et britanniques envoient un mémorandum au sultan lui rappelant encore une fois ses obligations au regard de l'article 61 et lui demandant de concevoir un nouveau programme de réformes,,. Ainsi, les grandes puissances européennes obtiennent du sultan Abdülhamid II des réformes dans les six vilayets majoritairement peuplés d'Arméniens, dont l'objectif est de « réaliser les améliorations et les réformes exigées par les besoins locaux dans les provinces habitées par les Arméniens et à y garantir leur sécurité contre les Kurdes et les Circassiens ». Il prévoit notamment : la nomination de gouverneurs sous contrôle européen, l'amnistie pour les prisonniers politiques arméniens ainsi que le retour des exilés, des réparations pour les victimes des massacres, le retour à leur foi originelle des islamisés de force, l'établissement d'une commission de contrôle permanente basée à Constantinople et la nomination d'un haut-commissaire chargé de la mise en œuvre des réformes. Pendant l'été, les autorités ottomanes cherchent à faire barrage au projet, ou du moins à l'édulcorer. Face à la lenteur du processus, les Hentchakistes organisent une manifestation à Bab Ali le 30 septembre 1895, mais elle est réprimée et la répression dégénère en pogrom.
Abdülhamid finit par accepter un projet de réformes un peu plus léger et il est sanctionné par iradé impérial en 1895, le 17 octobre. Mais ces réformes ne sont jamais mises en œuvre,. Pour Claire Mouradian, ces massacres sont un véritable « test de la (non) réaction des Puissances à une extermination qui se déroule sous leurs yeux ».
De fait, les partis politiques révolutionnaires arméniens l'ont bien compris. Ainsi, la prise de la Banque ottomane par des militants de la Fédération révolutionnaire arménienne le 26 août 1896 porte en filigrane la revendication des réformes fondées sur l'article 61 : « en présence de l'abandon dont la nation arménienne avait été l'objet de la part des Puissances, […] elle n'hésiterait devant aucun moyen pour faire sortir l'Europe de son inaction ». Un nouveau pogrom touche les Arméniens stambouliotes, ce qui provoque de nouvelles condamnations européennes et la demande d'un nouveau projet de réformes. Mais là encore, il n'est pas concrétisé et les grandes puissances se détournent de nouveau rapidement de la question arménienne.
Fin 1896, le sultan, à travers son émissaire Diran bey Dadian, s'engage auprès du bureau occidental de la Fédération révolutionnaire arménienne (FRA, alors situé à Genève) à introduire des réformes en échange de l'arrêt des actions violentes. Les discussions ont lieu jusque début 1899, mais n'aboutissent pas. Comme le note l'historien Raymond Kévorkian, « elles permettent néanmoins à la Sublime Porte d'évaluer les exigences des Arméniens : […] la FRA rédige un projet des réformes qu'elle souhaite voir réaliser ».

### Les Jeunes-Turcs, un espoir pour les Arméniens?

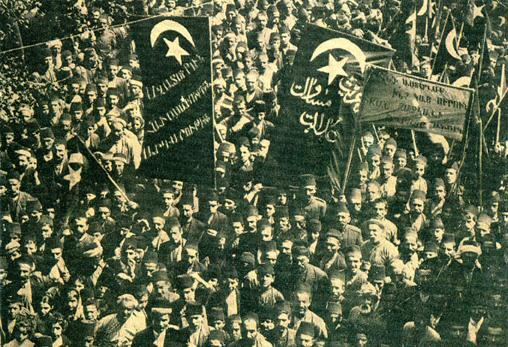
Arméniens stambouliotes célébrant la révolution des Jeunes-Turcs de 1908.

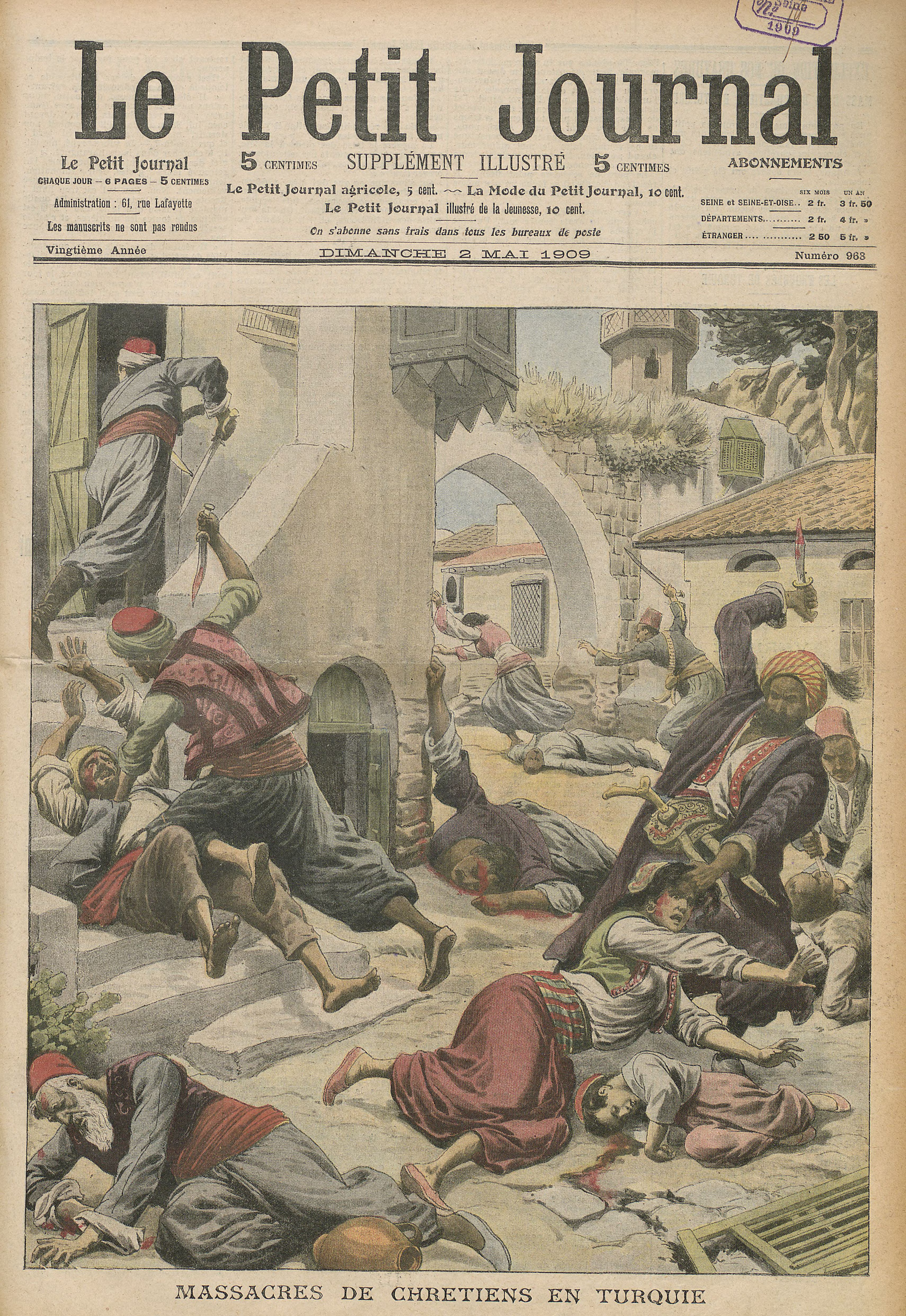
Les massacres d'Adana en couverture du Supplément illustré du Petit Journal du 02-05-1909.

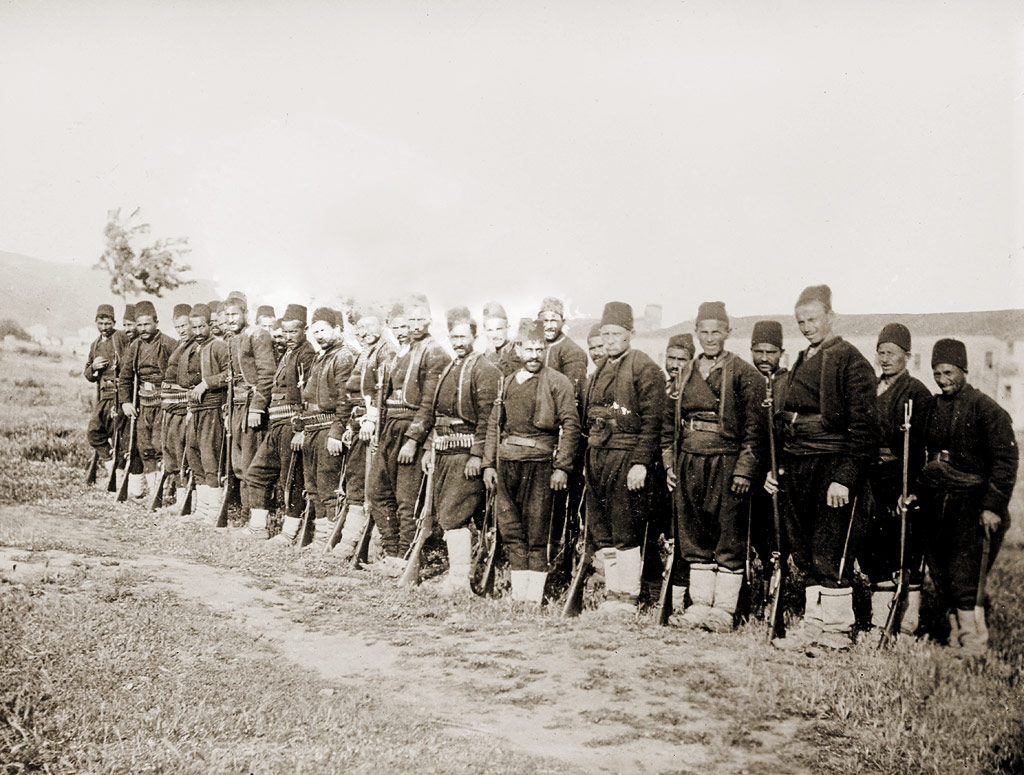
Soldats ottomans pendant la Première guerre balkanique.

L'opposition à la politique hamidienne s'organise en Europe. Ainsi, les Jeunes-Turcs, en exil sur le continent européen, ainsi que certains leaders arméniens de premier plan, se réunissent pour discuter des réformes à mettre en œuvre au sein de l'Empire après la chute du sultan. Début 1902, et ce pendant six séances, les Arméniens, représentés par une délégation composée par la FRA, menée par Avetis Aharonian, le Verakazmial Hentchak et certaines personnalités (Minas Tchéraz, Garabed Basmadjian, Archag Tchobanian), se réunissent avec une délégation jeune-turque. Les Arméniens rappellent alors leur attachement à l'article 61 du Traité de Berlin (1878), tandis que les Jeunes-Turcs refusent dans un premier temps le principe d'une intervention étrangère. Le comité jeune-turc finit par être dominé par sa branche favorable à une intervention britannique et prend position en critiquant la politique de « suppression des Arméniens » menée par le régime turc. Le parti social-démocrate Hentchak refuse de prendre part au congrès car, selon lui, si l'intégrité territoriale de l'Empire ottoman est remise en cause, alors les Jeunes-Turcs n'hésiteront pas à rejeter leurs principes pour défendre leur patrie.
Lors de son IVe congrès (Vienne, février-mai 1907), la FRA rappelle que si ses membres cherchent bien la mise en place d'une administration spéciale pour les six vilayets (provinces de l'Empire peuplées majoritairement par les Arméniens), de telles réformes ne sont pas synonymes de velléités séparatistes. Les cadres du parti cherchent donc à faire des concessions sur la question des réformes pour ne pas prêter le flanc à l'accusation de séparatisme. Jeunes-Turcs et FRA se réunissent fin 1907, négociations lors desquelles la FRA renonce à l'application de réformes dans les provinces orientales et à l'intervention des grandes puissances, espérant probablement en échange des règles démocratiques dans le futur État ottoman.
Dans les années 1900 ainsi qu'au début des années 1910, la paysannerie arménienne d'Anatolie est soumise aux exactions des bandes nomades kurdes,, exactions qui prennent de l'ampleur avec le retrait des troupes ottomanes de la région afin qu'elles soient envoyées sur le front de la Première guerre balkanique,. Cette période voit aussi l'arrivée en Anatolie de près de 400 000 muhacirs réfugiés des Balkans, ce que les autorités arméniennes refusent. Pour éviter une « balkanisation » de la région, les autorités ottomanes décident de limiter la part de chaque ethnie dans un village à 10%.
La révolution des Jeunes-Turcs de 1908 et le rétablissement de la constitution suscitent de grands espoirs chez les Arméniens, notamment quant à la question de terres spoliées lors des massacres hamidiens. Les instances dirigeantes arméniennes adoptent une position loyaliste à partir de 1908 (notamment la FRA). La FRA mène ainsi des négociations avec le Comité union et progrès (CUP), la question des terres étant centrale dans les pourparlers. Mais les espoirs des Arméniens sont vite douchés par le tournant nationaliste du gouvernement des Jeunes-Turcs,, qui ne punit pas les crimes commis par les Kurdes et préfère même les armer car musulmans. Les massacres d'Adana d'avril 1909 contribuent à la détérioration des relations entre le CUP et les organisations arméniennes,. Des représentants du CUP et de la FRA se rencontrent en août à Salonique et parviennent à un accord en septembre mettant en place un comité chargé notamment de la question des terres,.
Les instances dirigeantes arméniennes finissent par se rendre compte que le gouvernement ottoman n'a jamais envisagé l'amélioration de la condition des Arméniens. En effet, si des restitutions de terres ont par exemple lieu en 1909, certains chefs kurdes qui s'étaient emparés d'exploitations agricoles, comme Haydaranlı Hüseyin Pasha, partent avec leurs hommes en Perse en signe de protestation,. Ces hommes constituant alors un des fondements de l'édifice militaire ottoman en Anatolie, l'administration ottomane finit par accepter de leur donner les terres en échange de leur retour,. Les spoliations continuent en 1910, année lors de laquelle le gouvernement commence sa politique de sédentarisation des bandes nomades, ce qui aggrave les tensions autour des terres cultivables,.
Dans ce contexte, nombreux sont les Arméniens ottomans à demander des changements : certains en appellent à la protection de la Russie, tandis que d'autres estiment qu'il faut rester dans un giron turc réformé, craignant qu'une domination russe ne change rien (comme c'est par exemple le cas de la Fédération révolutionnaire arménienne). Fin 1911, le Patriarcat arménien de Constantinople et l'Assemblée nationale arménienne demandent au grand vizir une protection contre les Kurdes et le règlement de la question des terres spoliées. Cette question des terres est aussi mise en avant par la FRA et le parti Hentchak, qui veulent qu'elles soient rendues à leurs propriétaires plutôt qu'ils soient payés en compensation. Lors de son VIe congrès de 1911, la FRA arrive à la conclusion que le Comité union et progrès est incapable de mettre en application les réformes souhaitées et de rompre son alliance politique avec lui. Le bureau occidental de la FRA finit par rompre complètement avec les Jeunes-Turcs en juillet 1912 et prône l'autodéfense. Les députés arméniens du Parlement présentent fin 1911 un mémorandum au gouvernement, présentant le règlement de la question des terres comme préalable nécessaire à la pacification de l'est de l'empire et critiquant l'incompétence du régime dans ce domaine,.
Le Conseil des ministres ottoman prend la chose au sérieux sans toutefois parvenir à aboutir à des améliorations concrètes. Ainsi, le gouvernement en appelle au Ministère de la Justice pour demander l'accélération des procédures judiciaires,. Le 15 mai 1912, il décide de mettre en place une commission de réformes pour les provinces orientales avec pour objectif principal le règlement de la question des terres. Mais une telle commission n'est jamais instaurée. Le gouvernement du CUP tombe en juillet, lors du coup d'État ottoman de 1912.
Les Arméniens réitèrent leurs plaintes en 1912 et en 1913 : dans une lettre datée du 14 mai 1913 et adressée aux puissances européennes, le patriarche arménien de Constantinople, Hovhannès XII Archarouni, dénonce l'attitude défavorable du pouvoir local ottoman, les meurtres, usurpations, enlèvements et pillages que subissent les Arméniens d'Anatolie. Le pouvoir ottoman se contente alors de minimiser les faits et de les réduire à des causes ponctuelles et non systémiques.

## Négociations (1912-1914)

### 1912

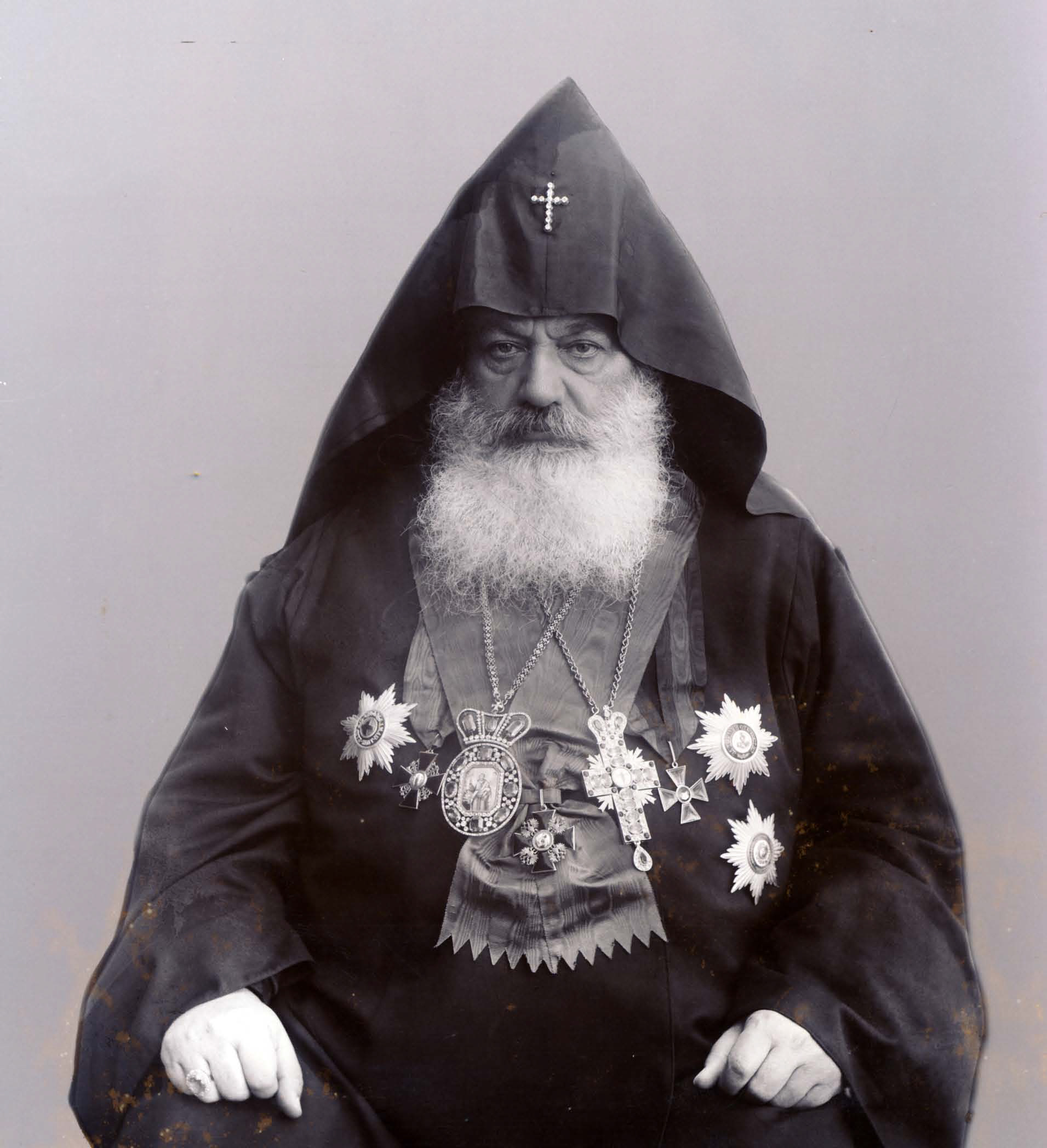
Le catholicos Georges V Soureniants.

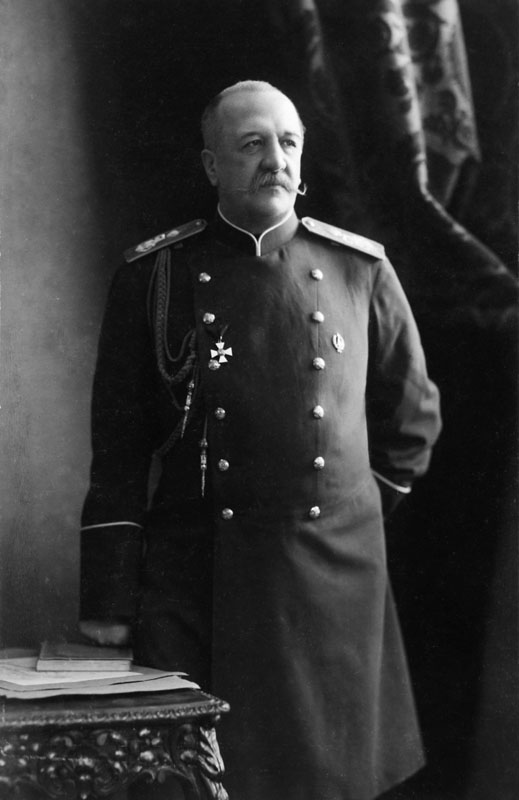
Illarion Vorontsov-Dachkov.

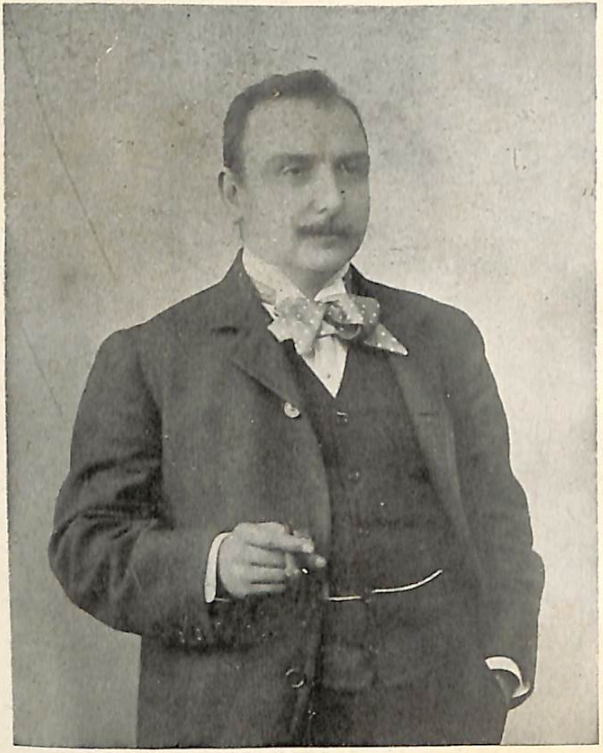
Krikor Zohrab.

Lors de la Première guerre balkanique, déclenchée en octobre 1912, la diplomatie de l'Empire russe remet la question arménienne sur le devant de la scène, alors que la Turquie est en passe de perdre presque tous ses territoires européens. De fait, elle interroge le gouvernement des Arméniens par les Turcs et met en avant la nécessité de mettre en place des réformes. La dislocation de l'Empire ottoman dans sa partie européenne semble indiquer aux observateurs contemporains la possibilité d'une dislocation similaire dans sa partie asiatique. C'est notamment grâce à l'action de Krikor Zohrab, qui rencontre Alexandre Goutchkov, président de la Douma, à Constantinople en juillet 1912, que les dirigeants russes finissent par prendre le parti des Arméniens, alors qu'ils étaient jusque-là méfiants de cette population du fait de sa possible tendance séparatiste et à cause de la forte influence qu'y exerce la Fédération révolutionnaire arménienne, organisation fermement réprimée en Russie,. Zohrab a aussi travaillé pendant des années à l'ambassade de Russie en tant qu'avocat. Face aux exactions subies par les Arméniens ottomans, le tsar Nicolas II finit, après quinze ans de silence, par exprimer sa profonde inquiétude pour eux. En effet, parvenu à rester au pouvoir malgré la révolution de 1905, il doit faire face à l'agitation anti-gouvernementale des Arméniens de Russie qui ont subi des discriminations sous son règne. En évoquant le sort de leurs compatriotes ottomans, il cherche ainsi à détourner leur attention et gagner leur fidélité, tout en évitant une éventuelle contagion rébellionnaire,. Les autorités russes décident donc d'adoucir leur contrôle de la presse arménienne et l'encouragent à se saisir du sort des Arméniens de Turquie. Les relations internationales jouent aussi un rôle clé dans ce changement de stratégie. En effet, la Convention anglo-russe de 1907, qui partage l'Iran en sphères d'influence entre la Russie et le Royaume-Uni, attribue le nord de la Perse à la zone d'influence de la Russie, qui a ainsi intérêt de voir sa bordure sud pacifiée. De plus, l'alliance toujours plus poussée entre l'Allemagne et l'Empire ottoman alarme les Russes, qui craignent l'expansionnisme allemand en Anatolie et voient la mise en place de réformes comme un moyen pour y mettre un coup de frein.
Le catholicos Georges V Soureniants, alors président du Bureau national arménien de Tiflis, est autorisé à présenter à Nicolas II une demande de protection en faveur des Arméniens ottomans, (plus particulièrement en faveur des six vilayets, principalement peuplés par les Arméniens), par l'intermédiaire du vice-roi du Caucase Illarion Vorontsov-Dachkov, avec qui il mène des négociations depuis octobre 1912 et qui l'encourage en ce sens. C'est d'ailleurs lui qui autorise la fondation du Bureau national arménien de Tiflis pour assister le catholicos dans sa tâche et permettre une meilleure communication entre les Arméniens de Russie et les autorités russes. Cependant, tous les officiels Russes ne sont pas d'accord sur l'attitude à adopter vis-à-vis de la question arménienne, et llarion Vorontsov-Dachkov lui-même souligne que la Russie n'a pas d'ambition territoriale sur l'Arménie ottomane. C'est aussi l'avis de l'ambassadeur russe à Constantinople Michel de Giers, pour qui cette demande de protection n'est qu'une opportunité pour étendre l'influence russe en Anatolie orientale.
Comme le note l'historienne Anahide Ter Minassian, un « immense espoir soulève toutes les organisations arméniennes, qui se mettent à collecter, publier, diffuser statistiques et documents qui serviront de points d'appui aux diplomates russes », en particulier du côté du Patriarcat arménien de Constantinople. Par exemple, une commission nommée par l'Assemblée nationale arménienne est chargée de collecter des données à partir des archives patriarcales, des registres fiscaux et des rapports paroissiaux afin de prouver que les Arméniens constituent une majorité relative dans les six vilayets.
Parallèlement à ces tractations, le nouveau cabinet ottoman, mené par le libéral grand vizir Kâmil Pacha, se tourne vers le Royaume-Uni. Ainsi, en octobre, le Ministère des Affaires étrangères ottoman fait appel au Royaume-Uni pour lui demander l'envoi de fonctionnaires afin d'aider le pays à mettre en place des réformes,. Cette demande, destinée à éviter l'internationalisation de la question et court-circuiter une implication russe, est acceptée par les Britanniques après une période de doutes. Ainsi, le 18 décembre 1912, un plan de réformes pour les vilayets de Van, Bitlis, Diyarbekir et Mamouret-ul-Aziz, est publié, prévoyant la mise en place d'une inspection générale assistée par des inspecteurs étrangers et chargée en particulier de régler la question des terres. Selon ce plan, l'inspecteur général a toute autorité sur les fonctionnaires ottomans locaux. Enfin, le plan prévoit la création d'une commission spéciale composée de trois musulmans, deux Arméniens et un Assyrien pour régler la question des terres.
Le 21 décembre 1912, Kâmil Pacha, à l'instigation de son ministre des Affaires étrangères Gabriel Noradounghian (lui-même Arménien), convie plusieurs personnalités arméniennes pour discuter des réformes. Parmi elles, Malakia Ormanian, Diran Kélékian, Nazareth Daghavarian (député de Sivas), ainsi que les sénateurs Azarian et Eramian ; or aucun d'entre eux n'est issu des instances officielles de l'Assemblée nationale arménienne. Ce « contournement des autorités légales fait grand bruit dans les cercles arméniens », comme le note Raymond Kévorkian.
Le même jour, l'Assemblée nationale arménienne se réunit à huis clos en assemblée extraordinaire. Son Conseil politique, mené par Krikor Zohrab, présente lors de cette assemblée un projet de réformes dans les provinces arméniennes,. La proposition est votée à l'unanimité par toutes les tendances politiques afin de « mettre fin une fois pour toutes aux risques de massacres généralisés dont toutes les informations dignes de foi arrivées ces derniers temps témoignent », en faisant appel aux grandes puissances. L'Assemblée nomme une Commission de sécurité et une Commission consultative pour gérer le dossier ; la seconde est composée de Haroutioun Chahriguian (FRA), Vahan Tékéyan (Ramgavar), David Der Movsessian (centriste), B. Kalfayan (Hentchak) et Krikor Zohrab. Cette commission travaille de concert avec le Conseil politique, composé de Stepan Karayan, Mourad Boyadjian (Hentchak), Nersès Zakarian (Hentchak), Garabed Pachayan (FRA), Vahan Papazian (FRA), Diran Eganian (centriste), Levon Demirdjibachian (centriste), Oskan Mardirian (centriste) et Sarkis Souin (centriste). Le tout est coordonné par un Conseil mixte formé par la réunion du Conseil politique et du Conseil religieux, et dirigé par Yéghiché Tourian. Les trois partis arméniens envoient à la même époque un télégramme au grand vizir pour demander des réformes.
Tandis que ces différentes instances gèrent le dossier du côté ottoman et russe, la Délégation nationale arménienne, fraîchement fondée et menée par Boghos Nubar Pacha, se charge de l'action diplomatique extérieure, en particulier vis-à-vis des grandes puissances européennes,,,. Boghos Nubar avait été chargé par le catholicos de faire du travail d'influence auprès des grandes puissances pour obtenir des réformes dès le début de l'année 1912,,. L'Assemblée nationale s'efforce parallèlement de faire tout son possible pour éviter une émigration massive de la paysannerie arménienne cherchant à fuir les exactions.
Fin 1912, la diplomatie allemande s'alarme des négociations entre Russes et Arméniens et reconnaît l'erreur d'avoir minimisé la question arménienne lors du congrès de Berlin de 1878. C'est une véritable prise de conscience sur la nécessité des réformes et de l'implication de l'Allemagne qui a lieu alors.

### 1913

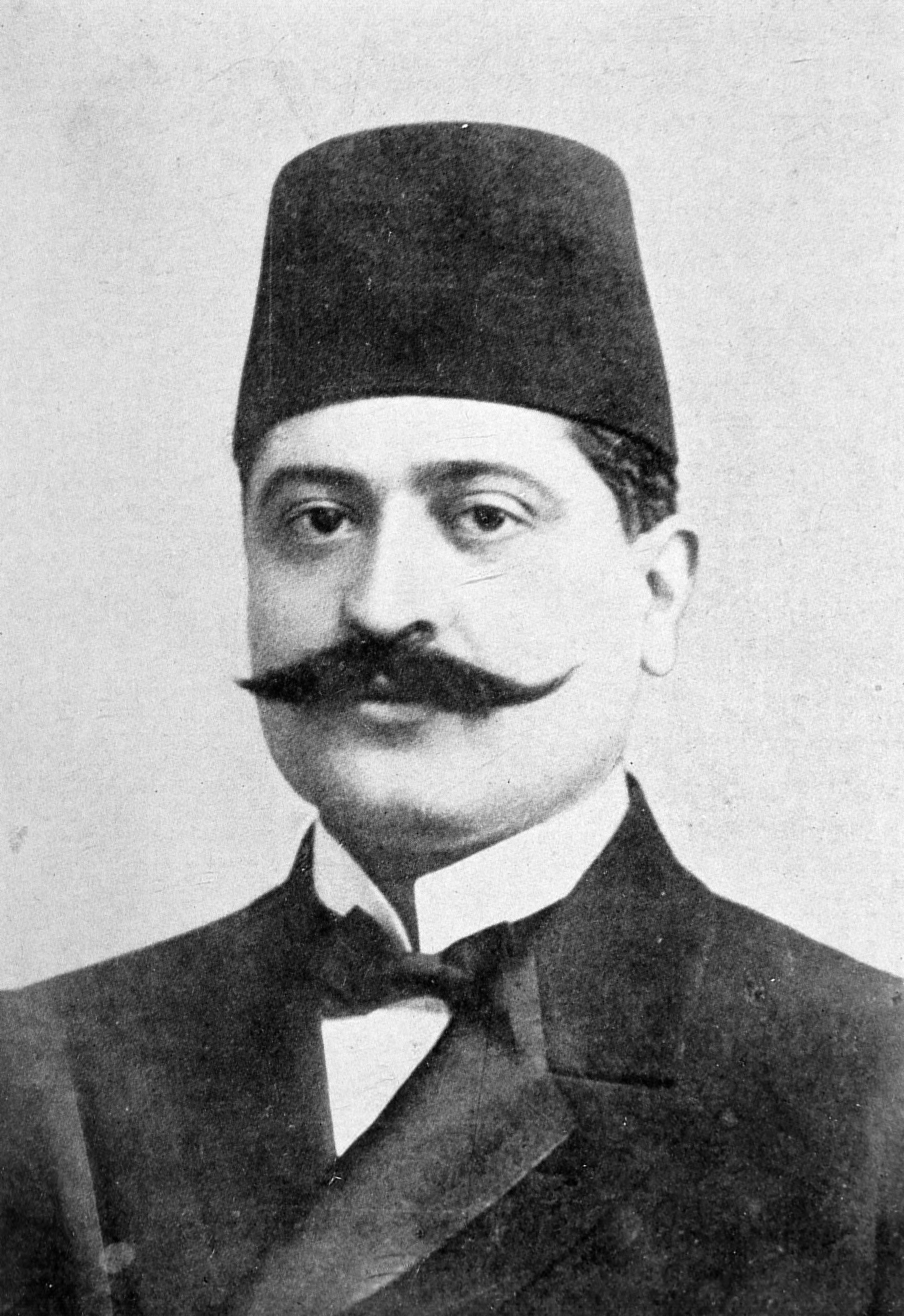
Talaat Pacha.

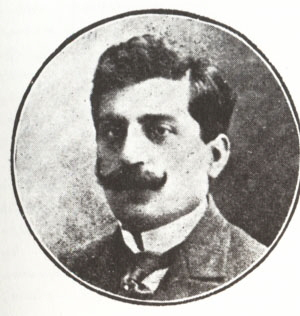
Vartkès.

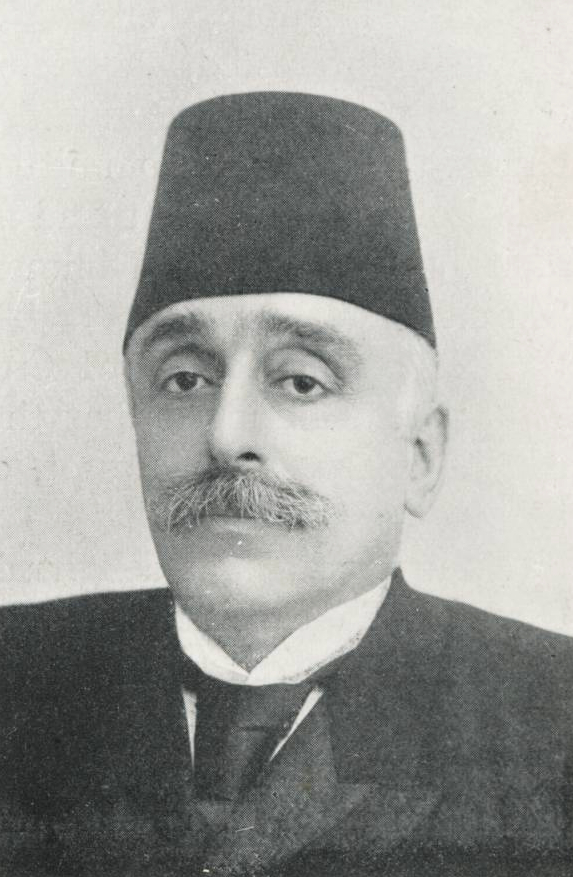
Boghos Nubar Pacha, président de la Délégation nationale arménienne.

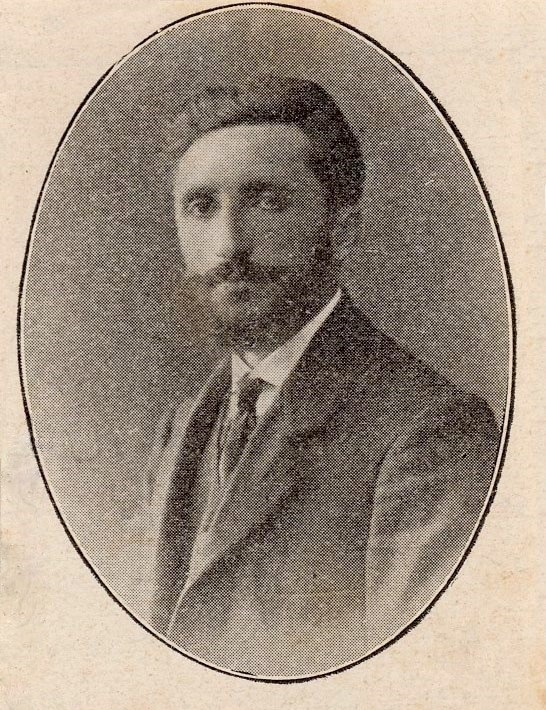
Vahan Papazian.

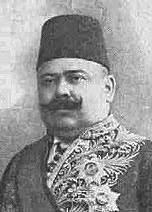
Halil Menteşe.

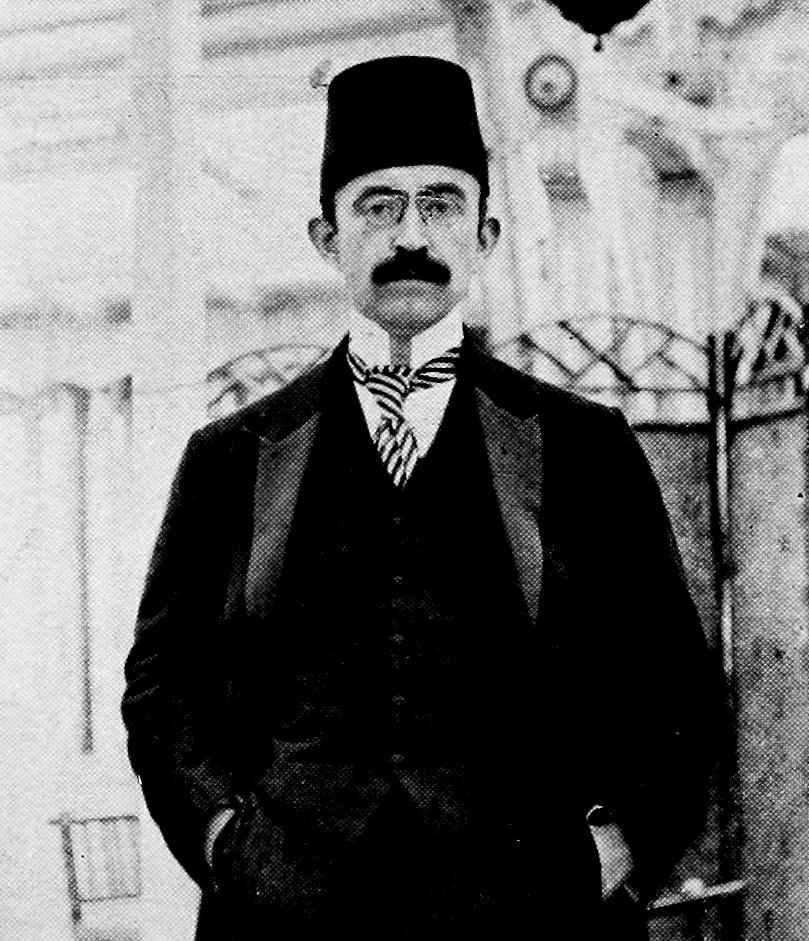
Mehmet Cavit Bey, ministre des finances.

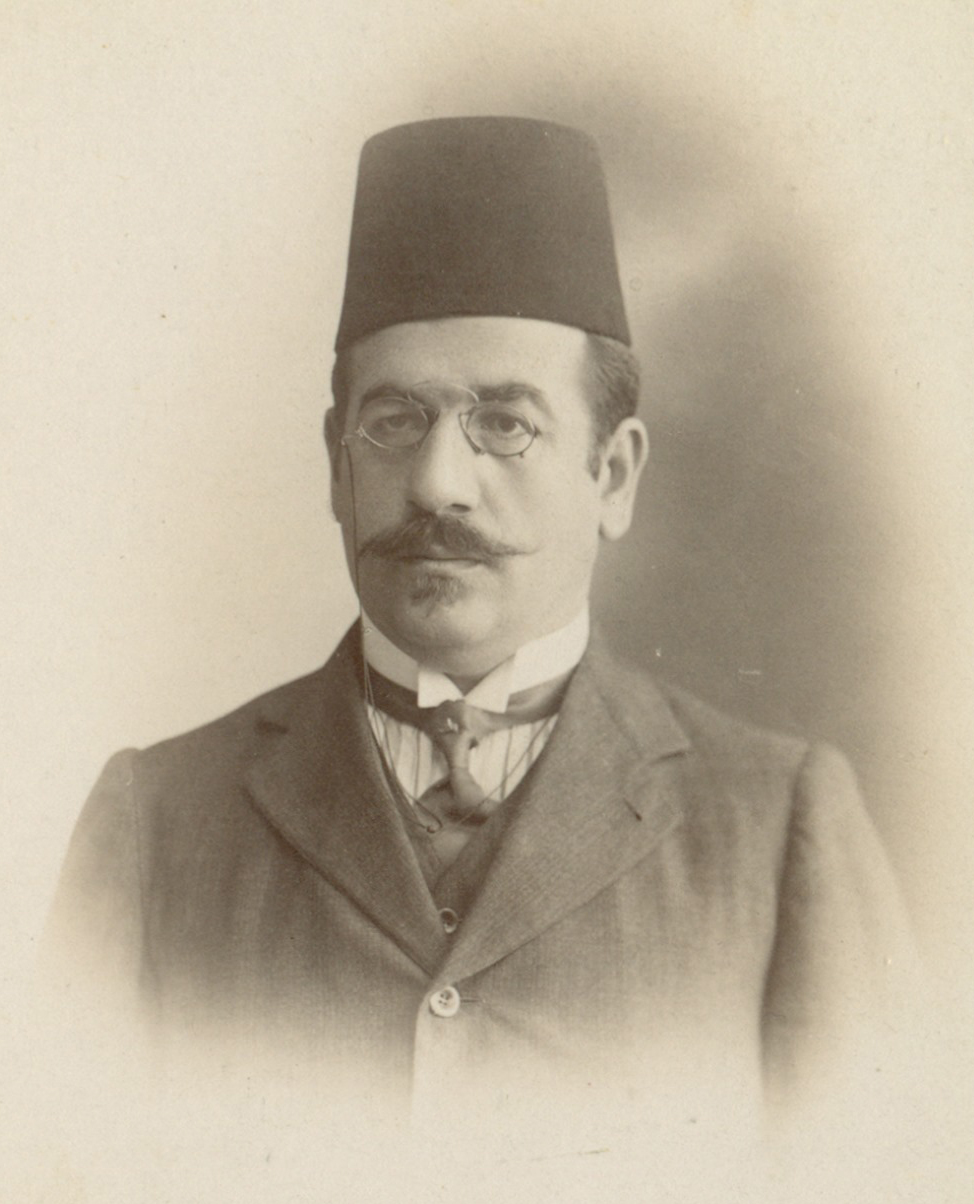
Karékine Pastermadjian, dit Armen Garo.

#### Hiver-printemps 1913
Après le coup d’État Jeunes-Turcs du 23 janvier 1913 qui provoque la chute de Kâmil Pacha, les Jeunes-Turcs du Comité union et progrès (CUP) mettent en place un régime dictatorial qui n'a plus grand-chose à voir avec les principes de coexistence ethno-religieuse de leur révolution de 1908. Ils renouent avec les Arméniens, en particulier avec la Fédération révolutionnaire arménienne, par l'intermédiaire de Bedros Haladjian, lui-même membre du CUP à présent au pouvoir. Fin janvier 1913, les Jeunes-Turcs Talaat Pacha, le député Halil et le secrétaire général du parti Midhat Şükrü rencontrent chez Haladjian les membres de la FRA Edouard Aknouni, Vartkès et Armen Garo,. De nouveau, les autorités ottomanes tentent de contourner les instances arméniennes légales et de diviser les Arméniens. Talaat cherche à les convaincre en soulignant qu'il veut lui-même introduire des réformes sur la base du projet pour la Roumélie de 1880, et rappelle à la FRA leur proximité idéologique face aux conservateurs, critiquant notamment Boghos Nubar Pacha comme « instrument des Russes ». Le 1er février 1913, une nouvelle rencontre a lieu chez Krikor Zohrab, où sont présents la direction de la FRA et les chefs des Jeunes-Turcs Ismail Hakki, Hüseyin Cahid et Talaat. Les discussions portent de nouveau autour du sujet des réformes, mais plus particulièrement sur le rôle des grandes puissances : les Jeunes-Turcs refusent toute intervention extérieure, tandis que les Arméniens rétorquent qu'aucune réforme n'a jamais été mise en place par leur gouvernement,. De fait, ce sont même plutôt des mesures anti-arméniennes qui ont été mises en place, comme par exemple une véritable politique de boycott économique mais aussi l'exclusion des fonctionnaires arméniens. Il est en réalité clair que les Jeunes-Turcs cherchent à faire échouer le projet de réformes. Dans son journal, Zohrab note que Hagop Zavriev, membre de la branche russe de la FRA, est le premier membre du parti à admettre que le sort des Arméniens sous un gouvernement turc serait funeste, là où Aknouni, membre de la branche ottomane, est alors encore optimiste.
Sous l'autorité du Conseil politique de l'Assemblée arménienne, la Commission spéciale élabore en 1913 un mémorandum dans lequel il est expliqué que mettre en place des réformes en Arménie occidentale permettrait de stabiliser cette région et y apporter la paix. Ce mémorandum est aussi discuté avec la Délégation nationale arménienne : Vahan Papazian, directeur exécutif de la Commission de sécurité, rencontre à Paris Boghos Nubar Pacha en février 1913 ; ils s'entendent sur un projet commun destiné aux représentants des grandes puissances qui inclut la nomination d'inspecteurs européens et la garantie des États européens. Après avoir été élaboré, le mémorandum est transmis à André Mandelstam, diplomate attaché à l'ambassade de Russie à Constantinople, et donc à la diplomatie russe, qui s'en empare,. La Délégation nationale arménienne se charge quant à elle de le transmettre aux puissances européennes.
La France, la Grande-Bretagne, la Russie, puis l'Allemagne à partir de janvier 1913, sont associées aux négociations. Elles ont des intérêts divergents dans la région qui compliquent les choses :
- France et Grande-Bretagne ont une diplomatie du statu quo territorial pour préserver leurs intérêts qui fait qu'elles sont opposées à une annexion russe de l'est anatolien[98] ;
- l'Allemagne est quant à elle hostile à toute réforme, car cela mettrait en danger sa mainmise économique sur la Turquie[98] et ses prétentions sur la Cilicie[99]. De plus, ses alliés Jeunes-Turcs lui demandent de tout faire pour que ce « projet russe » soit torpillé[98]. L'ambassadeur allemand Hans Freiherr von Wangenheim, plus modéré que la ligne officielle, demande l'établissement de consulats supplémentaires en Anatolie afin d'être en mesure de récolter plus d'informations sur la région[92]. Lors d'une entrevue avec Cavit Bey en février, il assure ce dernier que l'Allemagne ferait son possible pour éviter que les Arméniens tombent sous la coupe des Russes[100].

Boghos Nubar Pacha, qui mène une activité diplomatique de premier plan, pousse en faveur des réformes sans toutefois demander l'autonomie ou l'indépendance arménienne vis-à-vis de l'empire,. En mars, l'ambassadeur de Russie en France Alexandre Petrovitch Izvolski le rencontre et raconte leur entrevue :

« Boghos Nubar Pacha me répéta que les Arméniens turcs ne désiraient aucunement soulever la question d'autonomie ou de changement de sujétion ; leur seul but était la réalisation des réformes prévues par le Traité de Berlin, élaborées en 1895 par la Russie, la France et l'Angleterre, mais restées jusqu'ici à l'état de lettre morte. »

À Constantinople, les instances arméniennes (notamment Zavriev et Zohrab) ont comme interlocuteur principal l'ambassade russe, en particulier l'ambassadeur Nikolai Tcharikov et son conseiller André Mandelstam, chargé des affaires arméniennes. Ils se rencontrent régulièrement, comme lors d'une réunion le 12 avril 1913, à laquelle participent Tcharikov côté russe, mais aussi le nouvel ambassadeur Michel de Giers, et Krikor Zohrab (au nom du Patriarcat arménien), L. Demirdjibachian, Zavriev et S. Zavarian (représentant la FRA) du côté arménien, lors de laquelle ils discutent de questions démographiques à une époque où le patriarcat arménien a lancé une campagne de recensement des Arméniens (dès février, en Asie Mineure).
Sous le pseudonyme Marcel Léart, Zohrab publie en français et à Paris La Question arménienne à la lumière des documents, ouvrage dans lequel le chapitre VI est intitulé « Le remède : un vali Européen, participation des Arméniens aux fonctions publiques, décentralisation ». Il pense qu'un gouverneur ottoman conseillé et accompagné par des Européens serait source de friction. Dans une lettre à Mahmet Cavit datée de mi-avril, il écrit cependant être pessimiste vis-à-vis des réformes.
Pendant la Conférence de Londres (1912-1913) qui règle le conflit balkanique, France et Grande-Bretagne tempèrent les ambitions russes et dénoncent la position allemande, qu'elles accusent d'être de l'ingérence dans les affaires de la Turquie. Pour la Russie, sans réformes dans les provinces arméniennes de l'Empire ottoman, le désordre qui y règne ne fera que s'intensifier, et seule une intervention militaire russe pourra régler le problème. Finalement, les puissances s'entendent sur la nécessité de réformes, à condition que leur exécution soit laissée à l'initiative du gouvernement ottoman. Les Russes dénoncent cette condition, qui pour eux ne permettra pas la mise en œuvre concrète de quelconques réformes. Boghos Nubar insiste sur le caractère indispensable du contrôle des réformes par les grandes puissances. La Grande-Bretagne et l'Allemagne refusent que ce contrôle soit russe, ce qui ne dérange pas particulièrement le dirigeant de la Délégation nationale arménienne, qui redoute lui aussi une mainmise russe sur l'Arménie anatolienne. Les Européens clôturent la Conférence sans aller plus loin et confient, sur la proposition de la Russie, le soin à leurs ambassadeurs respectifs à Constantinople de continuer les négociations.
À la mi-1913, Nicolas II masse des troupes dans le Caucase, à la frontière avec la Turquie, et cherche à faire monter la pression en ordonnant à ses agents d'organiser des provocations kurdes en Arménie occidentale,.
Comme le note l'historien Raymond Kévorkian, Boghos Nubar Pacha continue de se déplacer, pendant la Conférence, mais surtout dans les mois qui suivent, pour « tenter d'infléchir les positions des uns et des autres, en s'appuyant sur des comités nationaux arménophiles » comme le British Armenia Committee ou le Comité arménien de Berlin. Il est ainsi soutenu par certains députés britanniques arménophiles à la Chambre des Communes, mais a du mal à convaincre la diplomatie britannique du bien-fondé du projet de réformes. Il est « choqué » de l'attitude passive de la Grande-Bretagne qui tranche notamment avec les responsables turcs eux-mêmes, en particulier le grand vizir Mahmoud Chevket Pacha, qui trouve alors que les réformes demandées sont raisonnables. En avril, Boghos Nubar dîne à Paris avec Mehmet Cavit, au domicile de Calouste Gulbenkian. Le premier lui explique être dans la capitale française pour demander aux gouvernements français et britannique de pousser en faveur de la nomination d'un gouverneur étranger dans les provinces ottomanes arméniennes. Son interlocuteur lui fait alors part de son exaspération, préférant régler le problème avec des négociations entre Turcs et Arméniens seulement. Mehmet Cavit l'informe aussi que le gouvernement ottoman a alors pour projet d'envoyer dans les six vilayets des fonctionnaires et une gendarmerie britanniques, mesure que Boghos Nubar perçoit comme une diversion.
En mai 1913 (ou peut-être le 24 avril 1913), le gouvernement ottoman demande pour la seconde fois (la première demande ayant eu lieu en octobre 1912) l'envoi par le Royaume-Uni d'inspecteurs (dans les domaines de l'agriculture et des travaux publics, ainsi que des officiers pour la gendarmerie), ce que les Britanniques refusent pour ne pas contrarier la Russie, qui estime avoir elle aussi un rôle à jouer dans un territoire si proche de sa frontière. La Sublime Porte tente aussi d'inviter des inspecteurs français et allemands, en vain.
Au printemps, les Jeunes-Turcs reprennent leurs entrevues avec la FRA. Une a lieu en juin, lors de laquelle sont présents Djemal Pacha (alors gouverneur militaire de Constantinople) et les dirigeants de la FRA, en l'occurrence Armen Garo, Aknouni, Vartkès, Hratch Tiriakian, Vahakn et Vahan Papazian. Djemal Pacha leur annonce que les Jeunes-Turcs refusent leur projet de réformes, craignant que cela ne fasse le jeu de la Russie, et que cela provoque une remise en cause du territoire ottoman et le creusement du fossé entre Turcs et Arméniens. Dans ses Mémoires, Vahan Papazian explique que les menaces étaient claires dans les propos de leur interlocuteur. Le discours officiel ottoman est toutefois différent : ainsi, Talaat Pacha, Ministre de l'Intérieur, rend visite au Patriarche arménien de Constantinople le 22 juin 1913 pour annoncer une réforme du système judiciaire et de la gendarmerie en province. De même, début juillet, dans le journal arménien Azadamard, Mehmet Cavit Bey affirme que le gouvernement ottoman est prêt à mettre en place des réformes et qu'il est tombé d'accord sur « presque tous les points » avec Boghos Nubar Pacha à la suite d'une rencontre entre les deux hommes à Paris. Cependant, cette position officielle semble surtout motivée par la nécessité pour les Turcs d'obtenir un emprunt français pour relancer une guerre contre la Bulgarie, et rendre visite à Boghos Nubar, influent dans les cercles politiques français, s'inscrit au sein de cette stratégie.

#### Été 1913
À partir de juin 1913, les diplomates européens reprennent les négociations dans la capitale turque en utilisant le mémorandum des Arméniens comme base de négociations. Une Commission des réformes arméniennes se réunit du 20 juin au 3 juillet 1913 au palais de l’ambassade d'Autriche-Hongrie, à Yeniköy,. Deux visions s'y opposent, celle de la Russie et celle de la Triplice : comme le note Thomas Schmutz, « l’antagonisme germano-russe fut la posture-clé pendant les débats sur les réformes ». Le 25 juin, la Russie publie un aide-mémoire (ou avant-projet) en 22 articles, rédigé en grande partie par André Mandelstam,, dans lequel elle se dit contre le démembrement de l'Empire ottoman, pour la pacification de ses provinces orientales (notamment pour sécuriser sa frontière et éviter des troubles au Caucase) et pour la mise en place rapide des réformes. Cette vision est aussi partagée par les Britanniques, qui ne veulent pas d'un démembrement : pour Louis Mallet, sous-secrétaire d’État aux Affaires étrangères, le maintien de l'intégrité territoriale de l'Empire ottoman est capital,. Le projet de Mandelstam propose aussi la création d'une province arménienne unique, ce que les diplomates européens refusent. Le lendemain, l'Allemagne publie elle aussi un aide-mémoire qui critique la proposition russe : « Si [ce projet] était réalisé, il ferait de la moitié de l’Anatolie une Arménie qui ne conserverait par la souveraineté du Sultan qu’un faible lien avec la Turquie. […] On arriverait ainsi de fait au commencement du partage de la Turquie, ce que le gouvernement impérial tiendrait absolument à éviter ». Les Allemands mobilisent donc leur réseau diplomatique. Son drogman, Schönberg, se fait très critique des articles en faveur des non-musulmans, et l'ambassadeur Wangenheim estime que le projet de Mandelstam est trop radical et susceptible de provoquer la jalousie d'autres groupes ethniques,. D'ailleurs, il soupçonne les Russes de provoquer les affrontements qui ont lieu entre Kurdes et Arméniens dans la région du Bagdadbahn pour justifier une potentielle invasion militaire. Cela n'empêche pas les diplomates allemands de penser la mise en place de réformes indispensable, mais selon une manière qui renforcerait la Turquie. Ainsi, les appliquer seulement dans les six vilayets n'est pas une priorité pour eux, et ils craignent que les limiter aux provinces arméniennes n'alimente les velléités séparatistes des Arabes et des Syriens. La France, notamment à travers son ambassadeur Maurice Bompard, fait aussi connaître ses réserves, mais elles sont de courte durée du fait de l'alliance qui l'unit à la Russie.
La Délégation nationale arménienne, qui continue son œuvre diplomatique en Europe, insiste auprès des diplomates sur le fait que les Arméniens ne demandent pas l'autonomie mais seulement la mise en place d'une administration assurant leur sécurité. Auprès des Britanniques, Boghos Nubar cherche le soutien des milieux financiers et à les convaincre que ces réformes permettront de garantir leurs créances en Turquie. Auprès des Allemands, il cherche, aux côtés du Comité arménien de Berlin, à expliquer que la mise en place de réformes serait la meilleure solution pour éviter une invasion russe de la Turquie. À l'été 1913, alors que la crise économique frappe l'Empire ottoman, Boghos Nubar Pacha propose de lier l'attribution de l'aide matérielle européenne à la mise en place desdites réformes, mais cette proposition n'est pas prise au sérieux par les grandes puissances. À ce moment, seule la Russie s'intéresse vraiment à la question arménienne.
Tandis qu'un congrès rassemblant les ambassadeurs des grandes puissances approche alors, les Jeunes-Turcs tentent de gagner du temps et se font donc plus conciliants : dans une interview au journal L'Union datée de début juillet 1913, Talaat Pacha explique ainsi avoir renforcé la présence policière et militaire dans les provinces orientales de l'Empire, envisager de mettre à l'étude la question agraire et d'envoyer une commission d'enquête sur place, avouant ainsi qu'il y a donc effectivemment des problèmes. Leurs entrevues avec la FRA se poursuivent en juillet : Halil Menteşe, Midhat Sükru et Talaat Pacha rencontrent régulièrement Aknouni, Vartkès et Armen Garo, et ces derniers sont toujours accompagnés par Krikor Zohrab. Dans leurs négociations avec la FRA, les Jeunes-Turcs changent aussi leur discours et se disent prêts à des réformes à la condition que les Arméniens ne fassent pas appel à la Russie, n'hésitant pas à les menacer de faire capoter un quelconque projet de réformes s'ils ne se conforment pas à cette demande. Le but des dirigeants turcs est de faire renoncer aux Arméniens le principe d'une médiation des puissances, ce à quoi les Arméniens restent opposés. La scission entre la FRA et les Jeunes-Turcs finit par avoir lieu et ces premiers écrivent ainsi en septembre 1913 : « Malgré de nombreuses promesses solennelles, le parti Union et Progrès n'a pas donné satisfaction aux exigences les plus élémentaires du peuple arménien ».
Du 3 au 24 juillet a lieu dans la capitale ottomane, toujours à Yeniköy, le Congrès des ambassadeurs, prévu par la Conférence de Londres afin de mettre au point le projet des réformes dans les provinces arméniennes,,. Il se décompose en huit séances,,,. Les réformes envisagées sont notamment la dissolution des bataillons hamidiés et la seule participation des populations sédentaires aux élections, la nécessité d’établir un contrôle européen, le principe de l’égalité des langues, sur les écoles privées, etc.. Mais la plupart des points essentiels du projet russe, défendu par Mandelstam,, se heurtent à la résistance de la part des délégués allemands, austro-hongrois mais aussi italiens, et les négociations rencontrent une impasse, qui pousse les Allemands et les Russes à négocier de manière bilatérale,. Les ambassadeurs Wangenheim pour l'Allemagne et Michel de Giers pour la Russie mènent donc l'essentiel des négociations à partir de là.
À l'été 1913, le gouvernement ottoman publie un contre-projet, dans lequel il propose d'établir en Anatolie orientale des inspecteurs généraux chargés de régler les problèmes (et annonce des réformes à l'échelle de l'empire), sans toutefois évoquer la question des terres spoliées. De son côté, l'ambassadeur allemand Hans von Wangenheim bloque les négociations entre diplomates européens. C'est pourquoi Boghos Nubar se rend à Berlin début août, où il rencontre Gottlieb von Jagow, ministre des Affaires étrangères allemand, pour le convaincre de mettre fin à sa politique d'obstruction. Cette rencontre, « décisive », permet le déblocage de la situation en particulier à Constantinople, tant et si bien que Johannes Lepsius lui annonce via télégramme que « la situation [est] favorable » et l'invite à se rendre dans la capitale ottomane. Boghos Nubar refuse son invitation, estimant que c'est au Conseil politique nommé par l'Assemblée nationale arménienne de mener les négociations en Turquie. Théologien protestant, Johannes Lepsius joue un rôle important dans les pourparlers, se faisant l'intermédiaire entre le Patriarcat arménien de Constantinople et l'ambassade d'Allemagne. À Constantinople, Krikor Zohrab joue aussi un rôle stratégique en tant qu'intermédiaire avec l'ambassade d'Allemagne, négociant un certain nombre de points avec le deuxième drogman Fritz Schönberg, qui les transmet ensuite à von Wangenheim. Pendant ce temps, Mehmet Cavit fait une tournée en Anatolie orientale. D'après ce que rapporte l'ambassadeur britannique William Edward Goschen, pour le ministre ottoman, la question des réformes coïncide surtout avec la question agraire, qu'il serait possible de régler en rendant aux Arméniens les terres spoliées et en le faisant sans blesser la fierté nationale de l'Empire. Il porte aussi l'espoir que nommer des fonctionnaires européens permettrait de résoudre la question, en particulier s'ils sont nommés de manière durable en restant en poste malgré les changements de gouvernements.

#### Automne 1913
Fin septembre 1913, les diplomates européens parviennent à un accord, selon lequel les provinces orientales de l'Empire ottoman doivent être regroupées en deux entités territoriales, chacune administrée par un inspecteur. Boghos Nubar Pacha est satisfait de ce compromis, et le fait savoir au ministre des Affaires étrangères russe Sergueï Sazonov lors d'une entrevue entre les deux hommes le 17 octobre 1913. À cette date, le dossier est plus ou moins ficelé ; ne reste plus qu'à convaincre les autorités ottomanes de le signer. Toutefois, les négociations continuent. Le 25 octobre 1913, la Russie et l'Allemagne se mettent d'accord sur des points essentiels du projet, notamment le refus de la restitution des terres confisquées aux Arméniens ou encore l'interdiction d'installer dans les provinces orientales des populations venues des Balkans (muhacirs) ; d'autres points de compromis sont l'assentiment allemand pour le principe de proportionnalité dans la constitution des assemblées régionales, tandis que la Russie accepte le principe de deux provinces avec l'ajout du vilayet de Trébizonde dans celle du nord,. Dans une note datée du 25 septembre 1913, l'ambassadeur de France à Berlin se félicite des négociations qui, selon lui, sont en train de trancher collectivement et définitivement les sphères d'influence en Asie Mineure.
En octobre, les autorités ottomanes tentent de nouveau de se rapprocher du Royaume-Uni. Ainsi, le 19 octobre 1913, Talaat Pacha informe Mehmet Cavit qu'il a personnellement demandé à Robert Graves, conseiller britannique au Ministère ottoman de l'Intérieur, d'être inspecteur-général chargé de l'Arménie et du Kurdistan. Talaat propose aussi ce projet à Richard Crawford, conseiller au Ministère ottoman des Finances. Le mandat prévu est d'une durée de cinq ans. Cependant, les deux hommes ne sont pas enthousiastes et le Ministère des Affaires étrangères britannique refuse. C'est pourquoi Talaat et Mehmet Cavit s'accordent sur le fait que leur gouvernement doit nommer des inspecteurs-généraux ottomans et mettre les puissances devant le fait accompli, afin notamment de montrer à l'opinion publique européenne que les Européens n'étaient pas capables de fournir leurs propres inspecteurs-généraux. La diplomatie allemande, tenue au courant, ne réagit pas car elle est à ce moment déjà parvenue à s'entendre avec les Russes. Pour Mehmet Cavit, l'insistance européenne à mettre en place des réformes est de mauvaise foi, opportuniste mais aussi peu concrète : le Royaume-Uni refuse l'envoi de conseillers, tandis que les Russes soutiennent financièrement des factions arméniennes et kurdes pour les inciter à la révolte. S'il admet les défauts des Ottomans, la faute est bien plus celle des Européens à ses yeux.
Une raison du retard dans la mise en œuvre des réformes est la résistance des Ottomans, qui rechignent à l'envoi d'inspecteurs étrangers car cela compromettrait la souveraineté du pays. Michel de Giers envoie un rapport privé à Said Halim Pacha quant au plan russo-allemand, qu'il refuse catégoriquement. La presse turque se déchaîne alors contre la position russe et adopte une ligne éditoriale pro-allemande. Comme le rapporte Louis Mallet, Talaat accepte les suggestions des puissances, mais seulement en privé. Une autre raison est l'envoi d'une nouvelle mission militaire allemande à Constantinople en novembre ; menée par Otto Liman von Sanders, elle provoque une crise diplomatique grave,. En effet, après la Première guerre balkanique, la Russie contrôle les détroits via une mission militaire navale, et refuse l'arrivée d'un état-major allemand si près de ces passages stratégiques. Finalement, Liman von Sanders est envoyé ailleurs.
À l'automne, le chef kurde Abdürrezzak Bedirxan publie un manifeste dans lequel il critique les réformes, notamment la mise à l'écart des Kurdes dans les négociations, alors même qu'ils devraient y tenir une place centrale, constituant selon lui une population majoritaire dans la région,.
Une conférence internationale sur les réformes en Arménie est organisée à Paris les 30 novembre et 1er décembre 1913 par la Délégation nationale arménienne afin de peaufiner les derniers points du projet. S'y rendent des représentants des comités arméniens et des organisations arménophiles, ainsi que des diplomates allemands, russes, anglais et italiens. Pendant l'automne et l'hiver, les Arméniens, voyant l'implication grandissante de l'Allemagne, tentent de se rapprocher d'elle.
Face à l'accord russo-allemand, Talaat finit par accepter en novembre le principe d'inspecteurs généraux européens mais venant de pays neutres et choisis par son gouvernement. Les Arméniens, représentés surtout par Krikor Zohrab, et Jeunes Turcs, poursuivent aussi leurs pourparlers. Le 20 décembre 1913, Zohrab et Halil Menteşe, président du Conseil d’État, se rencontrent, entrevue lors de laquelle le haut fonctionnaire turc exprime ainsi les positions de son parti, :

« En aucune manière les Turcs n'accepteront une intervention des puissances dans la question arménienne : ils préféreraient plutôt mourir, tout en sachant que le pays mourrait avec eux. Ils considèrent cela comme une question de vie et de mort pour toute la Turquie et leur parti. »

La relation entre les deux parties se retrouve ainsi au pied du mur et Krikor Zohrab fait part du découragement qu'il ressent alors dans ses Mémoires,. Le principal point contentieux est la question de la médiation des grandes puissances, que refuse catégoriquement la Turquie. Zohrab fait valoir auprès de son interlocuteur qu'il ne s'agira pas d'un contrôle mais seulement d'une garantie : les inspecteurs doivent par exemple être désignés par le gouvernement ottoman,. Il lui suggère de mettre en place des réformes sans délai, afin notamment de satisfaire les Arméniens. Dans son journal, Zohrab écrit qu'il pense être parvenu à le persuader d'accepter le principe de « recommandation par les puissances ». Halil Menteşe se laisse convaincre mais prévient que le reste de son parti, en particulier l'aile militaire menée par Djemal Pacha, risque de rester intraitable même s'il ferait son possible pour les faire changer d'avis. Djemal Pacha rencontre d'ailleurs Vartkès le même jour et menace les Arméniens de massacre s'ils ne renoncent pas à la clause de garantie des puissances,. C'est une véritable ligne rouge qui est franchie alors pour les Jeunes Turcs, qui alimentera ensuite le mythe arménophobe d'une nation arménienne poignardant dans le dos la nation turque.
Le 21 décembre 1913, Krikor Zohrab fait le compte-rendu de son entrevue en présence du patriarche, de Stepan Karayan, de Vahan Papazian, de Hampartsoum Boyadjian et d'Armen Garo,. Selon lui, il faut voir les réformes comme une étape et, face à l'intransigeance de ses compatriotes, tente de leur rappeler que le Traité de Berlin ne prévoyait pas de contrôle mais seulement une garantie internationale,. Il tente alors de convaincre ses collègues de faire des concessions pour ne pas antagoniser plus le gouvernement ottoman.
Le 24 décembre 1913, Zohrab rencontre de nouveau Halil Menteşe, accompagné de Talaat Pacha, entrevue lors de laquelle ce dernier approuve la désignation d'inspecteurs généraux par son gouvernement, ce qui revient à la minimisation de la médiation par les puissances,. Krikor Zohrab leur rappelle qu'une simple annonce ne suffira pas et qu'il faut des actes : il lui demande ainsi de reconnaître que le désir de sécurité ressenti par les Arméniens est légitime, et qu'il est nécessaire qu'il s'engage à régler les questions des terres, des langues, du service militaire, des impôts sur les écoles et des Hamidiés. Le lendemain, en compagnie de Vartkès, il dîne avec Mehmet Cavit Bey, ministre des finances, qui lui dit être favorables aux réformes mais demande que les Arméniens acceptent les concessions demandées par les Turcs,. Dans son journal, il écrit que les positions des Arméniens et des Jeunes Turcs étaient à présent conciliables. Dans ses Mémoires, Zohrab se plaint quant à lui de la rupture des relations qui a eu lieu entre la FRA et les Jeunes-Turcs alors même qu'il avait conseillé de maintenir un lien entre les deux factions.
Diplomates russes et allemands remettent aux autorités ottomanes le projet de réformes finalisé le 25 décembre 1913. Mehmet Cavid travaille alors avec Michel de Giers pour définir les termes précis de l'accord.

### 1914

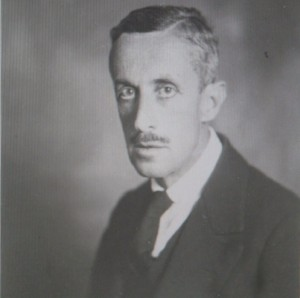
Konstantin Nikolaïevitch Goulkevitch, chargé d'affaires de la Russie à Constantinople.

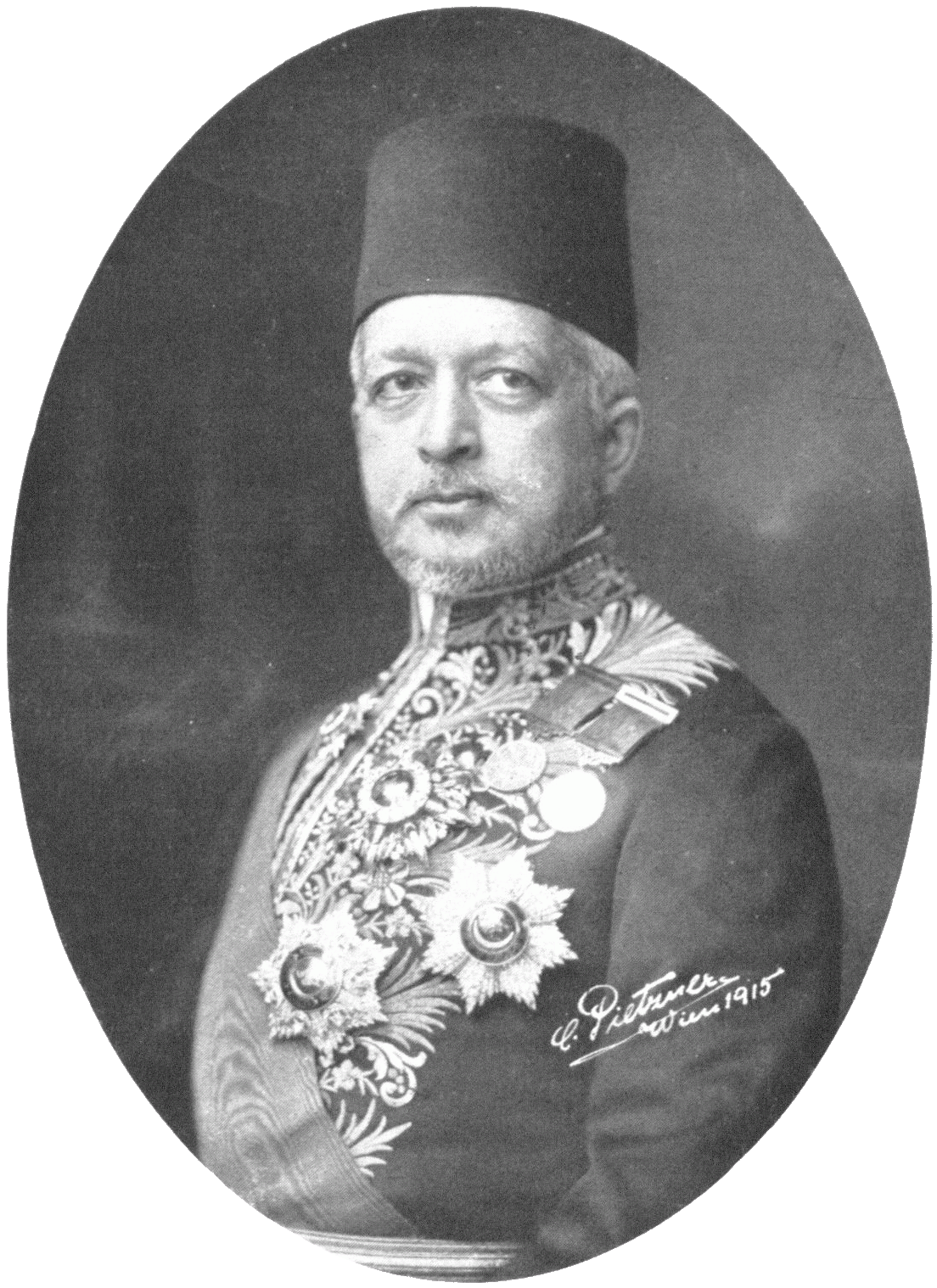
Saïd Halim Pacha.

Lors d'une entrevue entre Krikor Zohrab, Vahan Papazian et Armen Garo le 17 janvier 1914, ce premier informe les deux autres de ce à quoi les Jeunes-Turcs ont consenti : principe du moitié-moitié pour la désignation des fonctionnaires, des instances politiques locales et de la police pour les vilayets de Bitlis et de Van, désignation à la proportionnelle dans les autres vilayets. Le même jour, la Commission de sécurité se réunit et propose que le problème des bataillons Hamidiés soit résolu en les intégrant dans l'armée ottomane, tandis que le patriarche arménien demande que le principe du moitié-moitié soit aussi appliqué au vilayet d'Erzurum. À 15 h, B. Tcharikov, ambassadeur de Russie à Constantinople rencontre les membres du gouvernement ottoman en ayant reçu au préalable la réponse du Patriarcat arménien rédigé à la hâte par Krikor Zohrab.
Le 4 février 1914, un dîner a lieu à l'ambassade de Russie, lors duquel sont présents André Mandelstam et Krikor Zohrab. L'objectif est de peaufiner les derniers détails des réformes, tandis que le gouvernement russe demande à son ambassadeur d'insister sur trois points : principe du moitié-moitié pour Erzurum, interdiction d'entrer pour les muhacir en Arménie ottomane, et l'assurance que les chrétiens participent au gouvernement local dans les provinces où ils sont minoritaires. Le gouvernement ottoman refuse le premier point, mais accepte les deux suivants (le second seulement de manière orale).
Le 7 février 1914, le Conseil politique fait une déclaration publique devant l'Assemblée nationale arménienne : son président, Stepan Karayan, annonce la signature prochaine du décret de réformes et rappelle le rôle déterminant du Conseil politique, de la Commission de sécurité ainsi que celui de la Délégation nationale arménienne et des comités arméniens de Tiflis et de Saint-Pétersbourg. Selon lui, les résultats obtenus sont globalement positifs.
Le projet de réformes en Arménie ottomane est finalement signé le 8 février 1914, à Yeniköy (d'où son surnom, accord de Yeniköy) et contient toujours la clause instaurant un contrôle occidental, clause refusée jusqu'alors par les Ottomans. Il est signé par le gouvernement jeune-turc alors dirigé par le triumvirat formé par Talaat Pacha, Ismail Enver et Djemal Pacha et représenté lors de la signature par le grand vizir Saïd Halim Pacha (qui est aussi ministre des Affaires étrangères,), tandis que c'est Konstantin Nikolaïevitch Goulkevitch, chargé d'affaires de la Russie à Constantinople, qui représente son pays, en l'absence de l'ambassadeur Michel de Giers. Les Ottomans signent ce projet à contre cœur, car il remet en cause deux de leurs principes fondamentaux : la souveraineté exclusive de l’État ottoman et le foyer national turc en Asie mineure. Mais, comme le note le lendemain de la signature Gerhard von Mutius, chargé d'affaires allemand, ils ont obtenu un succès diplomatique important au regard du projet de 1913 et face à la diplomatie russe.
Dans un message adressé et publié dans The Times, Boghos Nubar Pacha se félicite de l'accord, :

« Aujourd'hui [à] la suite de longues et laborieuses négociations, un accord vient d'être conclu entre les puissances et la S. Porte, et [les] réformes, depuis si longtemps et si anxieusement attendues, vont enfin être réalisées, voulez-vous me permettre, Monsieur le Directeur, d'exprimer par l'organe du Times les sentiments forts dont tous les Arméniens sont pénétrés à la pensée qu'une ère nouvelle va s'ouvrir pour ces malheureuses populations. Je voudrais dire toute notre gratitude aux Puissances qui, sur la généreuse initiative de la Russie, ont pris notre cause en main, et au Gouvernement de S. M. le Sultan qui, reconnaissant le loyalisme des Arméniens et la légitimité de leurs modestes revendications, a du même coup, par un acte de prévoyance et de haute portée politique, écarté un danger menaçant l'existence même de l'Empire et délivré les populations des Provinces orientales des souffrances intolérables et imméritées qu'elles enduraient depuis trop longtemps. »

Cependant, à bien des égards, la signature de ce projet est de la « poudre aux yeux » de la part des Ottomans afin de débloquer des crédits européens dont une des conditions était la mise en place des réformes. Comme le note Raymond Kévorkian, après plus d'un an de négociations, les instances arméniennes ottomanes ont obtenu satisfaction sur les points principaux du projet. Mais il ajoute que le gouvernement ottoman est passé des mains de la faction libérale des Jeunes-Turcs à sa faction radicale qui est très hostile aux réformes, perçues comme « la première étape d'un processus séparatiste » et qui n'a cédé que face à la pression des grandes puissances. De fait, l'ambassadeur de France à Berlin note, le 16 mars 1914, que l'un des objectifs de cet accord était la partition économique mais aussi politique de l'Asie Mineure. L'ambassadeur d'Allemagne au Royaume-Uni, Karl Max von Lichnowsky, explique quant à lui qu'en réalité, le but était la constitution de zones d'influence européennes dans la région, tout en faisant très attention à ne jamais user de cette expression en présence du sultan ottoman. Hans von Wangenheim déclare le 30 juin 1914 que cette question signifiait le début de la partition de l'Anatolie, ce que les diplomates russes semblaient penser dès l'été 1913.
Peu après la signature, en mars 1914, des rebelles kurdes menés par le Cheikh Selim se soulèvent dans le vilayet de Bitlis afin de protester contre les réformes, pour l'instauration de la charia et menaçant de s'allier avec la Russie. La révolte est réprimée.

## Réformes envisagées

### Le mémorandum de 1913
- Les six vilayets.
- Frontières d'une province unique proposée en 1913 par l'Empire russe, l'Assemblée nationale arménienne et le Patriarcat arménien de Constantinople.
- Territoires à majorité musulmane (Turcs, Kurdes, Arabes) des six vilayets non inclus dans le projet de province unique.

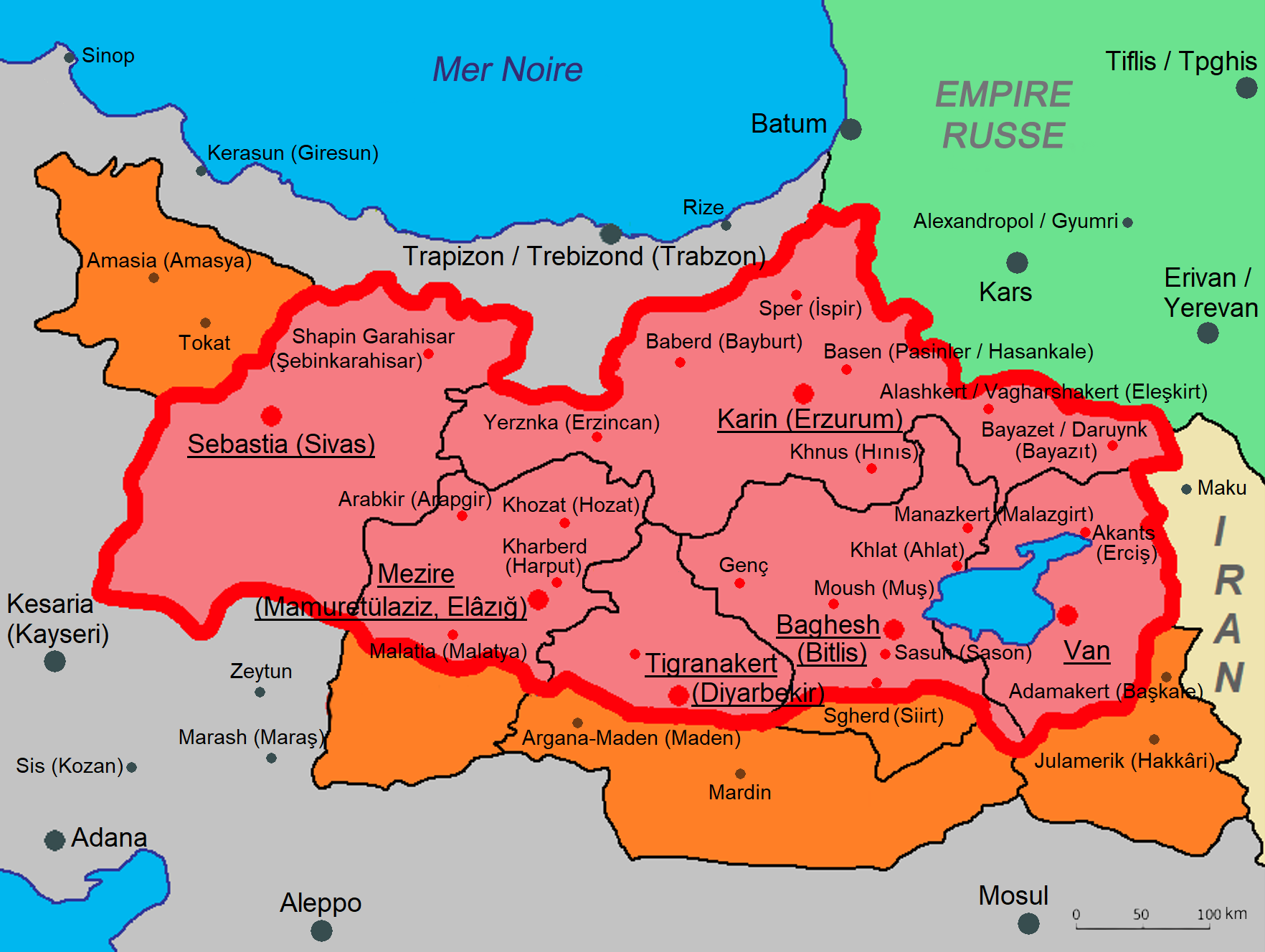

Dans son mémorandum élaboré en 1913, la Commission spéciale nommée par l'Assemblée nationale arménienne propose un premier jet de réformes,, :
- unification des six vilayets, à l'exception de certaines zones périphériques ;
- nomination d'un gouverneur (chrétien, ottoman ou européen), ainsi que d'un Conseil d'administration et d'une assemblée provinciale mixte islamo-chrétienne ;
- formation d'une gendarmerie mixte dirigée par des officiers européens pour assurer la protection des Arméniens ;
- dissolution des régiments Hamidiés ;
- légalisation de l'usage de l'arménien et du kurde dans l'administration locale ;
- autorisation pour les minorités de fonder des écoles et de les administrer grâce aux taxes spéciales réservées jusqu'alors aux écoles turques ;
- formation d'une commission chargée d'examiner les confiscations des terres ;
- expulsion des immigrés musulmans installés dans des domaines arméniens ;
- mise en place de ces mesures en Cilicie (cette province est cependant écartée du projet final car, selon Boghos Nubar, « cette exclusion était due au fait que l’Allemagne, alors maîtresse du Bagdadbahn, avait des prétentions sur la Cilicie »[160]) ;
- suivi par les puissances européennes, qui doivent se charger de veiller à l'application de ces mesures.

Ainsi, il est envisagé de supprimer les six vilayets (Erzurum, Van, Bitlis, Diyarbekir, Harpout et Sivas) pour les remplacer par une unique province, à l'exclusion des territoires périphériques à majorité musulmane (en orange sur la carte).

### L'avant-projet d'André Mandelstam (juin 1913)
L'avant-projet d'André Mandelstam est rédigé en partie sur la base du projet proposé par les Européens en 1895. Il propose : une unique province avec un gouverneur général européen ou ottoman chrétien à sa tête nommé pour cinq ans, assisté d'un conseil administratif et d'une assemblée provinciale, des forces de l'ordre spécifiques et mixtes, l'utilisation des langues locales pour l'administration, une commission spéciale pour régler la question des terres, l'interdiction des muhacirs mais aussi des réformes pour les Arméniens vivant hors de cette province. C'est le seul document qui dit explicitement qu'il faut rendre aux Arméniens les terres spoliées.
Voir le texte complet ci-après :

### Le projet des diplomates européens (septembre 1913)
Le projet proposé en septembre 1913 par les diplomates européens consiste en les réformes suivantes : « Le pays sera divisé en deux secteurs : l'un comprenant Trébizonde, Erzurum et Sivas, l'autre comprenant le reste. La Porte prie les puissances de nommer deux inspecteurs, un pour chaque secteur. Les inspecteurs auront le droit de nommer et de destituer les employés secondaires. Il y aura participation aux fonctions administratives locales et représentation dans les assemblées et les conseils par moitié entre chrétiens et mahométans ».
C'est l'Allemagne qui obtient la constitution de deux provinces plutôt qu'une,. À celles-ci est ajouté le vilayet de Trébizonde,. Ainsi, la première province regroupe les vilayets de Sivas, de Trébizonde et d'Erzurum et a pour chef-lieu Erzurum, tandis que la seconde regroupe les vilayets de Harpout, Diarbékir, Bitlis et Van et a pour chef-lieu Van. Les deux provinces plutôt qu'une ainsi que l'ajout du vilayet de Trébizonde et l'inclusion des territoires périphériques à majorité musulmane sont, pour l'historien Richard G. Hovannisian, des concessions évidentes au pouvoir ottoman, car elles permettent de diviser les Arméniens et réduire leur part démographique relative.

### Le projet final
Diplomates russes et allemands remettent aux autorités ottomanes le projet de réformes finalisé le 25 décembre 1913. Composé de 14 articles, il est finalement signé le 8 février 1914 et contient toujours la clause instaurant un contrôle occidental, clause refusée jusqu'alors par les Ottomans.
Les deux provinces, ou « gouvernorats », issues du projet de septembre 1913, sont placées sous la direction de deux inspecteurs généraux étrangers chargés d'accomplir des réformes internes en collaboration avec les populations locales,. Ces inspecteurs sont nommés pour 10 ans par l’État ottoman avec l'accord implicite des grandes puissances. Parmi leurs prérogatives, on peut noter le contrôle à l'échelle locale de l'administration, du système judiciaire, de la police et de la gendarmerie (voire le recours possible à la puissance militaire pour des questions d'ordre public) ainsi que la possibilité de congédier des fonctionnaires inadéquats. Ils ont aussi le droit de proposer au gouvernement la nomination des fonctionnaires supérieurs.
Parmi les réformes, on peut aussi citer la publication dans les langues locales des lois, décrets et avis officiels. De plus, les régiments Hamidiés doivent être démobilisés pour devenir une cavalerie de réserve. Enfin, il prévoit un recensement général de la population,.
Cependant, il n'est fait aucune mention d'un programme de réparations pour compenser les pertes arméniennes, de l'exclusion des muhacirs, de réformes pour les Arméniens vivant en-dehors de ces deux provinces ou encore de l'obligation des puissances européennes de contrôler la mise en application des réformes. De plus, il n'est plus question d'« Arméniens » ou de « chrétiens », termes qui sont remplacés par « éléments ethniques » ou « non-musulmans » dans le texte final, tandis qu'il est question d'« Anatolie orientale » plutôt que d'« Arménie turque ».
Voir le texte complet ci-après comme rapporté par André Mandelstam :

## Mise en œuvre puis échec du projet

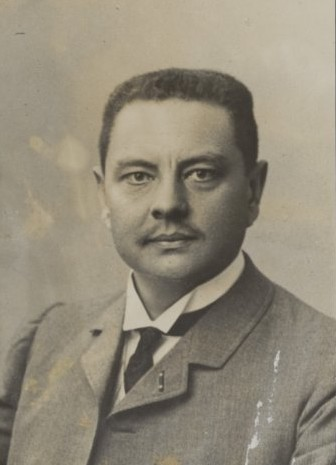
Louis Constant Westenenk (1872-1930) en 1924.

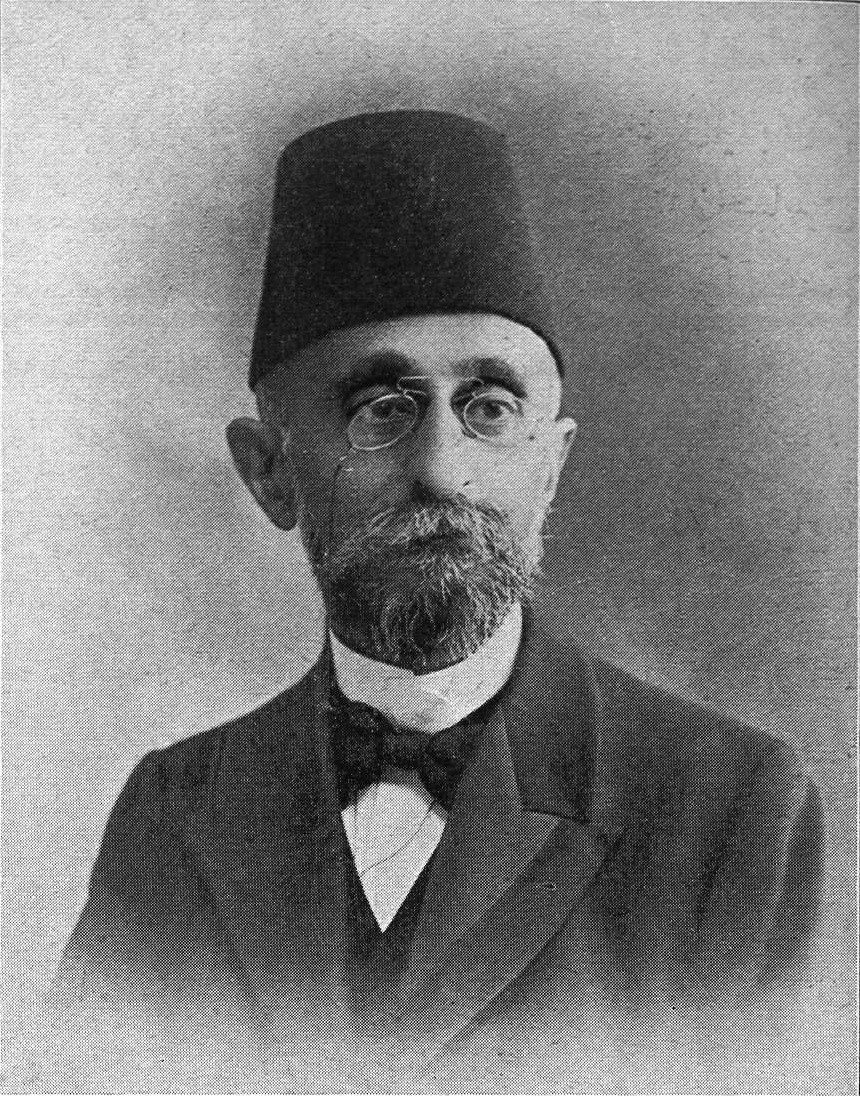
Gabriel Noradounghian.

Pendant l'année 1914, l'agitation anti-minorités chrétiennes augmente, en partie causée par le parti Jeune-Turc qui cherche à saboter les réformes. Officiellement, le gouvernement ottoman nomme 24 inspecteurs civils dans les provinces afin de veiller au maintien de l'ordre public, à l'organisation de la gendarmerie et de la police, à la sédentarisation des tribus nomades, etc.. Cependant, le mécontentement des populations des régions orientales, en particulier kurde et arménienne, s'accroît et a pour conséquence une émigration massive. Les Jeunes-Turcs font passer les protestations kurdes comme une contestation des réformes négociées par les Arméniens alors que ce sont des contestations antigouvernementales. Comme le montre l'historien Taner Akçam, le parti au pouvoir prépare en réalité un plan d'homogénéisation ethnique de l'Anatolie visant en premier lieu les Grecs.
Le choix des deux inspecteurs généraux est l'objet de nouvelles négociations, les grandes puissances, les Ottomans et les Arméniens ayant chacun des noms à proposer. C'est finalement à Boghos Nubar Pacha et à sa Délégation qu'est confié le choix (d'autres sources parlent plutôt du rôle déterminant de la Russie et de l'Empire ottoman). Sont nommés le 2 avril 1914 le Hollandais Louis Constant Westenenk,,, ancien administrateur des Indes orientales néerlandaises, et le Norvégien Nicolai Hoff,,, major dans l'armée norvégienne, et secrétaire général au ministère de la Guerre de Norvège,. Le processus de nomination est délicat, les inspecteurs ne pouvant pas venir d'une des grandes puissances ayant négocié le projet : c'est pourquoi ils sont originaires de pays européens neutres,,. Certains leaders arméniens pressent Westenenk de rencontrer Hoff à Paris avant leur départ pour la Turquie afin de préparer ensemble leur mission, ce qui lui semble être une bonne idée. Cependant, après avoir reçu son plan de voyage, les autorités ottomanes lui demandent de partir pour la capitale ottomane sans délai, semblant indiquer qu'elles ne veulent pas d'une coopération entre les deux inspecteurs. Les deux hommes se rencontrent quand même, puis ont une entrevue avec le président du Conseil français Gaston Doumergue qui les assure de son soutien.
Ils arrivent en avril à Constantinople, un mois après leur nomination, où ils sont accueillis par Krikor Zohrab, et le gouvernement ottoman signe rapidement leur décret de nomination, même si les termes précis de leur contrat sont source de discorde notamment avec Talaat Pacha. Le 14 mai 1914, lors de son adresse au Parlement ottoman, le sultan Mehmed V n'évoque ni les réformes, ni la nomination de deux inspecteurs généraux,. Le Grand Vizir interdit aussi aux diplomates européens d'interférer avec les affaires des deux inspecteurs, les forçant implicitement à faire cavalier seul.
En attendant, jusqu'à la mi-juillet, les services du Patriarcat arménien de Constantinople s'activent pour prendre les dispositions nécessaires aux réformes en s'appuyant sur une lettre circulaire émise par le siège du patriarcat datée du 17 février. Le 22 juin 1914, Boghos Nubar Pacha rapporte que les Ottomans ne sont pas sincères dans leur implication et ne font pas d'effort dans la mise en place des réformes.
Si les leaders arméniens ont du mal à rencontrer les gouvernants turcs, ils tentent de continuer d'entretenir des relations avec eux : ainsi, Krikor Zohrab et Bedros Haladjian fréquentent le Cercle d'Orient (où se rencontrent alors hauts fonctionnaires, hommes politiques, diplomates), tandis qu'Armen Garo et Vartkès ont des contacts personnels avec certains Jeunes-Turcs. Le 4 juillet 1914 a lieu la dernière réunion de l'Assemblée nationale arménienne : la séance, présidée par Gabriel Noradounghian, en présence notamment de K. Zohrab et Vartkès, voit le Conseil politique rendre compte des premières mesures mises en place dans le cadre des réformes.
La crise de juillet 1914 provoque la rupture des relations diplomatiques. Pendant le mois d'août, la Première Guerre mondiale éclate, se rapproche de l'Empire ottoman (la mobilisation générale est décrétée le 3 août 1914) et les Arméniens sentent l'approche du danger, d'autant que la mobilisation et les réquisitions s'accompagnent d'exactions contre les minorités non-musulmanes. Le 13 août 1914, alors à bord d'un bateau avec Vartkès et Armen Garo, Krikor Zohrab dit à son collègue Vahan Papazian : « Tu peux être sûr qu'ils vont nous faire quelque chose ». Les Ottomans signent le 2 août, une alliance secrète avec l'Allemagne, pour qui les réformes arméniennes n'ont que peu d'importance ; cette position fait que l'Empire ottoman se sent ainsi « dégagé de toute contrainte vis-à-vis de son allié européen ». Jusqu'à fin octobre, l'Allemagne pousse son allié ottoman à entrer en guerre contre la Russie. Le 6 août 1914, Said Halim Pacha présente à l'ambassadeur Wangenheim ses conditions pour l'entrée en guerre, qui incluent la fin de l'influence étrangère dans les affaires internes de l'Empire ottoman.
Seul Nicolai Hoff a le temps de prendre ses fonctions à Van le 4 août 1914 avec son équipe. Là, il commence à se rendre sur le terrain et à recueillir des données pour pouvoir mettre en place les réformes. Cependant, à peine deux semaines plus tard, le 16, le Ministère de l'Intérieur ottoman le rappelle dans la capitale, au moment où le consul d'Allemagne arrive à Erzurum pour assister à une grande revue militaire lors de laquelle paradent 12 000 hommes. Nicolai Hoff rencontre Talaat Pacha, et le député arménien Vartkès, présent à l'entrevue, plaisante en lui disant : « Vous avez réformé l'Arménie, inchallah, et vous êtes rentré »,. D'après Krikor Zohrab, le major norvégien s'est bien rendu compte que l'Arménie ottomane avait besoin de réformes mais que les Turcs ne sont alors pas du tout disposés à les mettre en œuvre,. Les Mémoires de L. C. Westenenk rapportent la même chose.
Louis Constant Westenenk, alors à Constantinople, s'apprête alors seulement à prendre la route pour s'installer à Erzurum. Le 5 août 1914, il s'enquiert des conséquences de la guerre sur les chrétiens de l'Empire. Le 10 août 1914, il reçoit une lettre de Talaat Pacha dans laquelle il lui demande, en raison des préparatifs de guerre, de repousser son départ pour l'Arménie ottomane. Les deux hommes se rencontrent le lendemain, entrevue lors de laquelle Talaat lui explique que la mise en place de l'administration militaire dans les provinces arméniennes ne permettra pas le déploiement de réformes et qu'il faudra attendre la fin de la guerre ; il lui demande donc d'attendre dans la capitale turque. Talaat Pacha convoque finalement Westenenk le 8 septembre 1914 et lui annonce son renvoi, lui expliquant qu'il est libre de rentrer aux Pays-Bas pour la durée de la guerre. À reculons, Westenenk finit par accepter de rentrer et arrive dans son pays natal le 19 du mois. Nicolai Hoff est quant à lui rappelé à Constantinople le 29 août 1914, ce qui, pour l'historien Raymond Kévorkian, marque « la fin officieuse des réformes arméniennes ». Dans leur contrat, il est stipulé que le gouvernement ottoman peut les licencier en respectant un préavis de 6 mois. Ils sont officiellement licenciés en février 1915 (ou peut-être dès janvier,,). L'ambassadeur allemand à Constantinople, Hans von Wangenheim, finit par admettre, à l'été 1915, que l’entrée en guerre de l'Empire ottoman signifiait la fin des tentatives de réformes arméniennes.
À partir de la rentrée 1914, les Arméniens sont inquiets pour leur sort dans le contexte de la guerre : les différents courants se réunissent et réaffirment leur loyauté vis-à-vis de l'Empire ottoman, tandis que la question des réformes passe à l'arrière-plan. Les autorités ottomanes œuvrent aussi en ce sens et n'empêchent pas les massacres d'Arméniens qui commencent à se généraliser. Les Jeunes-Turcs profitent du conflit mondial pour enterrer le projet par un rescrit du sultan le 16 décembre 1914,, (le gouvernement déclare invalide le projet le 31 décembre) et mettre en œuvre le leur : le génocide arménien,, véritable plan d'homogénéisation ethnique du pays.

## Débats historiographiques

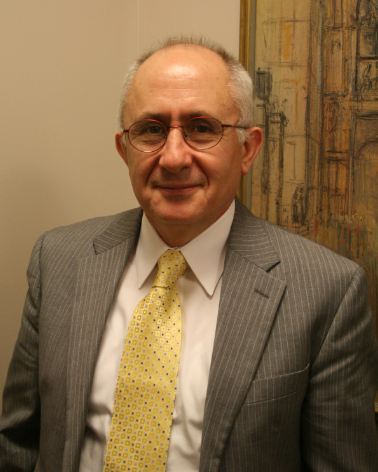
L'historien Taner Akçam.

Pour l'historien turc Taner Akçam, « la décision du génocide naît d'un double contexte de purification ethnique de l'Anatolie et des défaites militaires turques qui transforment la question des réformes arméniennes en une menace existentielle contre la sécurité nationale de l’État ottoman »,. Ainsi, ce plan de réformes sert d'accélérateur au projet génocidaire, notamment parce qu'il faisait planer le danger d'une invasion russe. Cette vision est nuancée par l'historienne Margaret Lavinia Anderson : selon elle, avec la mise en place du plan de réformes de 1914, « la population arménienne de Turquie, alors qu'elle aurait continué à être une source d'irritation considérable pour la majorité musulmane de l'empire, ne constituait pas une menace existentielle »,. Pour l'historien suisse Hans-Lukas Kieser, les réformes représentent un « facteur crucial sur le chemin du génocide ». Taner Akçam explique que, depuis le XIXe siècle, il existe une dynamique de « réforme-massacre » (« reform-massacre dynamic ») : le plan de réformes de 1914 s'inscrit dans celle-ci et le génocide est le second volet de ce diptyque. C'est ainsi qu'il est possible d'interpréter la note envoyée au grand vizir Said Halim par Talaat Pacha le 26 mai 1915, dans laquelle il explique que, les réformes menaçant l'intégrité de la patrie ottomane, le problème arménien devait être éliminé « de manière complète et absolue ».
Une autre thèse de Taner Akçam est que « toutes les parties impliquées dans les négociations savaient que ces réformes étaient la première étape dans la construction d'un État arménien », ce dont l'historien américain Roderic H. Davison n'est pas convaincu, de même que Hans-Lukas Kieser. C'est au moins le cas des Ottomans : Taner Akçam ajoute qu'à l'hiver 1915, avec l'avancée russe en Anatolie, la question des réformes émerge de nouveau. Les autorités ottomanes redoutent alors qu'elles soient mises en oeuvre par les Russes eux-mêmes et craignent l'émergence d'un État arménien. Pour mettre fin à ce processus, les Ottomans ne voient qu'une solution : continuer l'annihilation des Arméniens. De fait, dans un télégramme daté du 29 août 1915 et envoyé aux autorités provinciales, Talaat Pacha explique que les déportations ont pour objectif d'empêcher les Arméniens d'entreprendre des actions contre l'État ottoman et de les réduire à une condition ne leur permettant pas de poursuivre leur aspiration nationale d'autodétermination.
Comme le rapporte Taner Akçam, l'année de sa mort, en 1922, Djemal Pacha déclare que l'une des raisons qui ont poussé l'Empire ottoman à entrer en guerre était de mettre un terme aux réformes,. Il écrit ainsi que le souhait des Jeunes-Turcs alors au pouvoir était de se servir de la guerre pour se libérer de tous les traités étrangers, accord de Yeniköy inclus, chacun représentant une attaque contre l'indépendance ottomane. C'est aussi ce que rapporte Joseph Pomiankowski, attaché militaire autrichien à Constantinople et compagnon régulier d'Enver Pacha. Toutefois, pour l'historien Michael Reynolds, le plan de réformes n'était qu'une étape parmi d'autres dans la partition de l'Empire ottoman, et il n'existe pas de preuve qu'il ait joué un rôle central dans l'entrée en guerre de celui-ci.
Il faut cependant en réalité rappeler, comme le fait Hans-Lukas Kieser, que le plan de réformes de 1914, s'il ne provoque pas de manière téléologique l'entrée en guerre de l'Empire ottoman et le génocide arménien, a bel et bien une place centrale dans l'esprit des autorités ottomanes pour la mise en branle de ces deux projets. Il note ainsi : « les réformes étaient un projet de paix […] alors que la trajectoire empruntée par le CUP était un projet de guerre », la guerre apparaissant comme salvatrice pour les Jeunes-Turcs, comme une guerre d'indépendance. Selon lui, si le projet de réformes était solide et bien négocié, le CUP n'était toutefois pas dans le bon état d'esprit pour le respecter, notamment après le traumatisme lié à la perte des territoires ottomans dans les Balkans. C'est ce que Taner Akçam explique lui-même dans sa réponse aux critiques qui lui sont faites, rappelant que la question des réformes dans l'Empire ottoman est toujours accompagnée de près ou de loin par celle de la partition de l'empire depuis au moins les années 1820. Il ajoute qu'aux yeux des autorités ottomanes, les Arméniens sont progressivement apparus comme étant déloyaux par nature et comme le symbole des autres communautés chrétiennes de l'empire et de leurs transgressions envers l'État ottoman. Il a donc semblé nécessaire et souhaitable de régler définitivement leur cas tant qu'il était encore temps de le faire, pour éviter la répétition du traumatisme des mouvements de libération qui avaient affaibli l'empire par le passé.